# 即位の礼

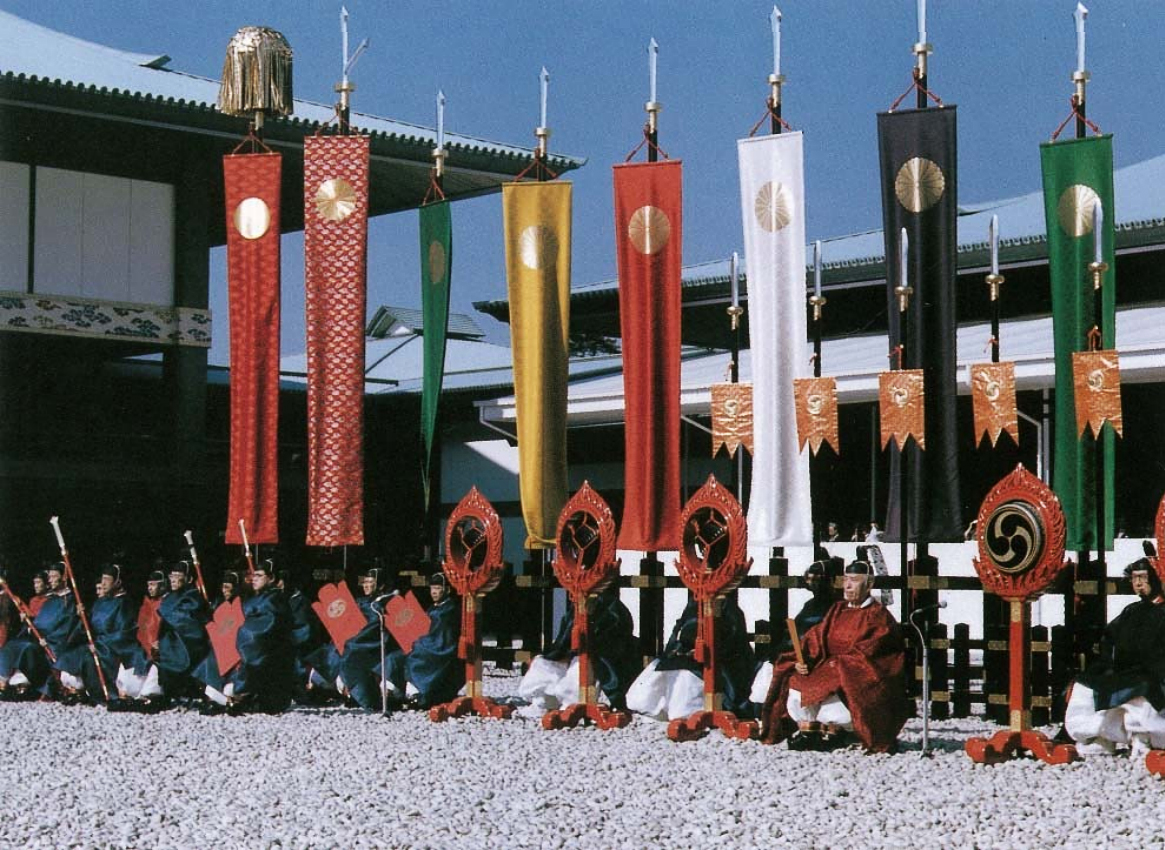
宮殿中庭に並べられた色とりどりの旛や、鉦、鼓、桙

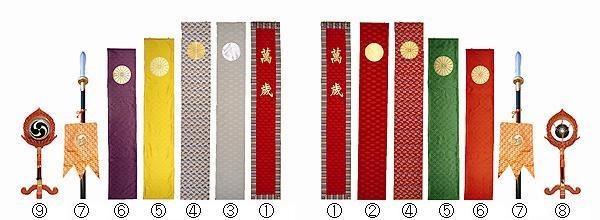
①萬歳旛 ②日像纛旛 ③月像纛旛 ④菊花章大錦旛 ⑤菊花章中錦旛 ⑥菊花章小錦旛 ⑦桙 ⑧鉦 ⑨鼓

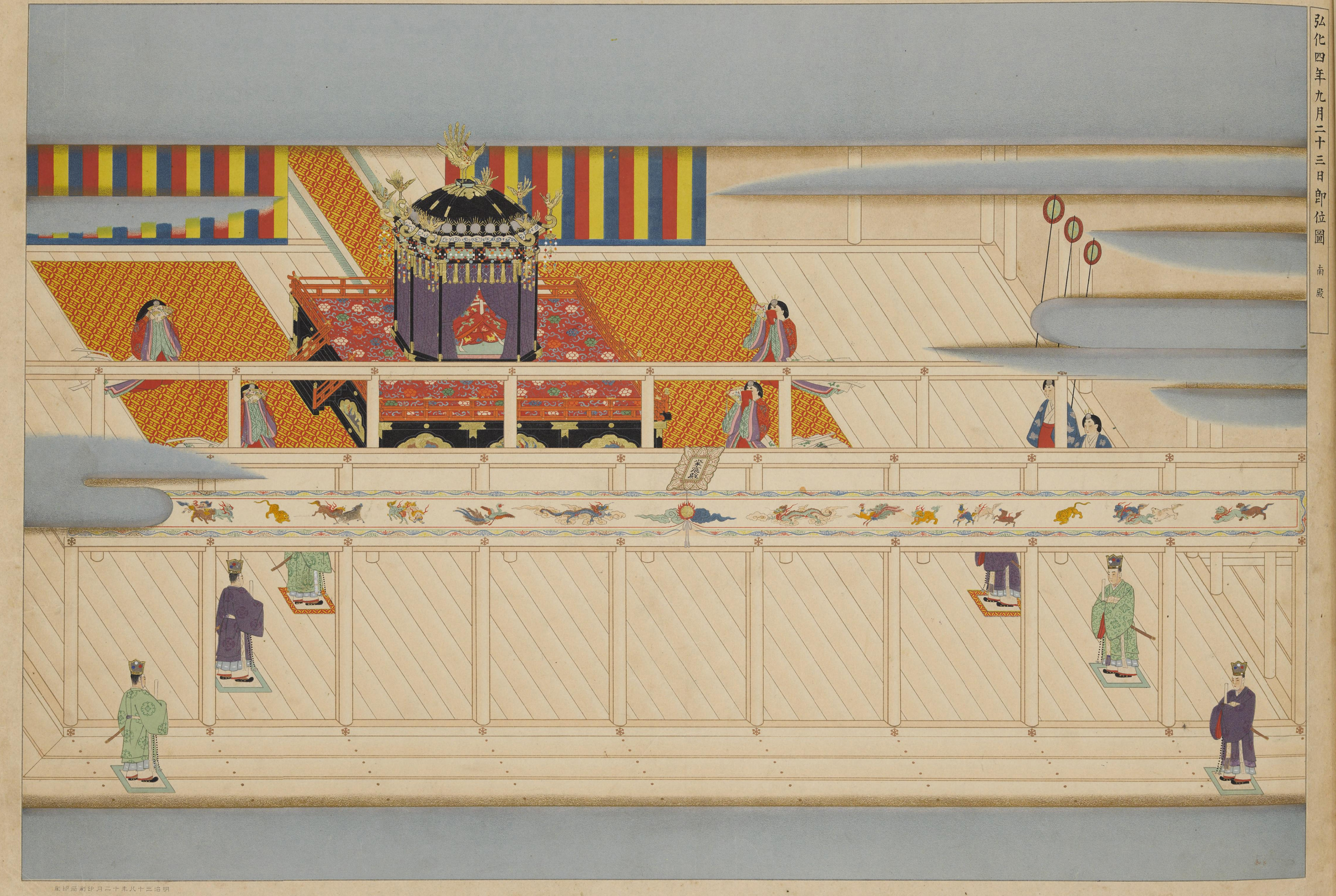
孝明天皇の即位礼
京都御所紫宸殿にて

即位の礼（そくいのれい、旧字体：卽位ノ禮）または即位礼（そくいれい）は、日本の天皇が践祚後、皇位を継承したことを国の内外に示す一連の国事行為たる儀式で、最高の皇室儀礼。
中心儀式の即位礼正殿の儀は、諸外国における戴冠式、即位式にあたる。
即位の礼後に、五穀豊穣を感謝し、その継続を祈る一代一度の大嘗祭が行われ、即位の礼・大嘗祭と一連の儀式を合わせ御大礼（ごたいれい）または御大典（ごたいてん）とも称される。

## 概要
皇嗣が新たに皇位に就くことを「即位」といい、古代では神へ寿詞（よごと）を奏上し、神璽を献納する事を中心とした、簡素なものであったが、平安時代に「皇位の継承」である「践祚（せんそ）」と「即位（そくい）」が別の儀式として行われるようになり、唐風の儀式が江戸時代まで続いた。即位にかかる儀式全般を即位儀礼というが、これは皇嗣が即位する「践祚の儀（せんそのぎ）」と、即位したことを内外に宣下する「即位の礼」に分かれる。
従来は平安時代からわかる即位式がきわめて唐風なために即位式は新しく導入された儀式だと考えられてきたが、その後の研究で「延喜式」で正月に行われる朝賀儀とまったく同じ式次第で、しかも四拝という日本固有のミカドオガミで行われていたことがわかり、もともとは中国儀式として成立したのではなく、正月に壇を設けてそこに登って即位するという古くからの伝統を継承していることがわかってきている。
明治時代の1889年（明治12年）に制定された旧「皇室典範」に属する登極令によって儀式の内容が細かく規定されたが、1947年（昭和22年）に、同令は旧皇室典範と共に廃止となった為、現行の新「皇室典範」でも即位の礼を行う定めがあるにも拘らず、内容についての具体的規定は無い。そのため、大嘗祭をどの様に行うのか、昭和天皇の崩御前後から、様々な（政治・思想的）立場から論議が起きた。
明治維新による近代化以降の現代に至る、明治時代・大正時代・昭和時代・平成時代・令和時代と、他の重要な「皇室慶弔行事」と同様に即位の礼の挙行日はその年限りの祝日となることが慣例となっている。明治憲法下で即位の礼を行った大正天皇と昭和天皇の時には勅令により、日本国憲法下で即位の礼を行った明仁（現・上皇）と徳仁の時は法律によって即位の礼の当日が祝日として定められた。以来、即位の礼は｢剣璽等承継の儀｣、｢即位後朝見の儀｣、｢即位礼正殿の儀｣、｢祝賀御列の儀｣、｢饗宴の儀｣の5つの儀式から構成され、これらは全て国事行為である。

## 儀式
日本国憲法施行後の「即位の礼」では、5つの儀式（国事行為）が行われる。ここでは儀式を概説する。

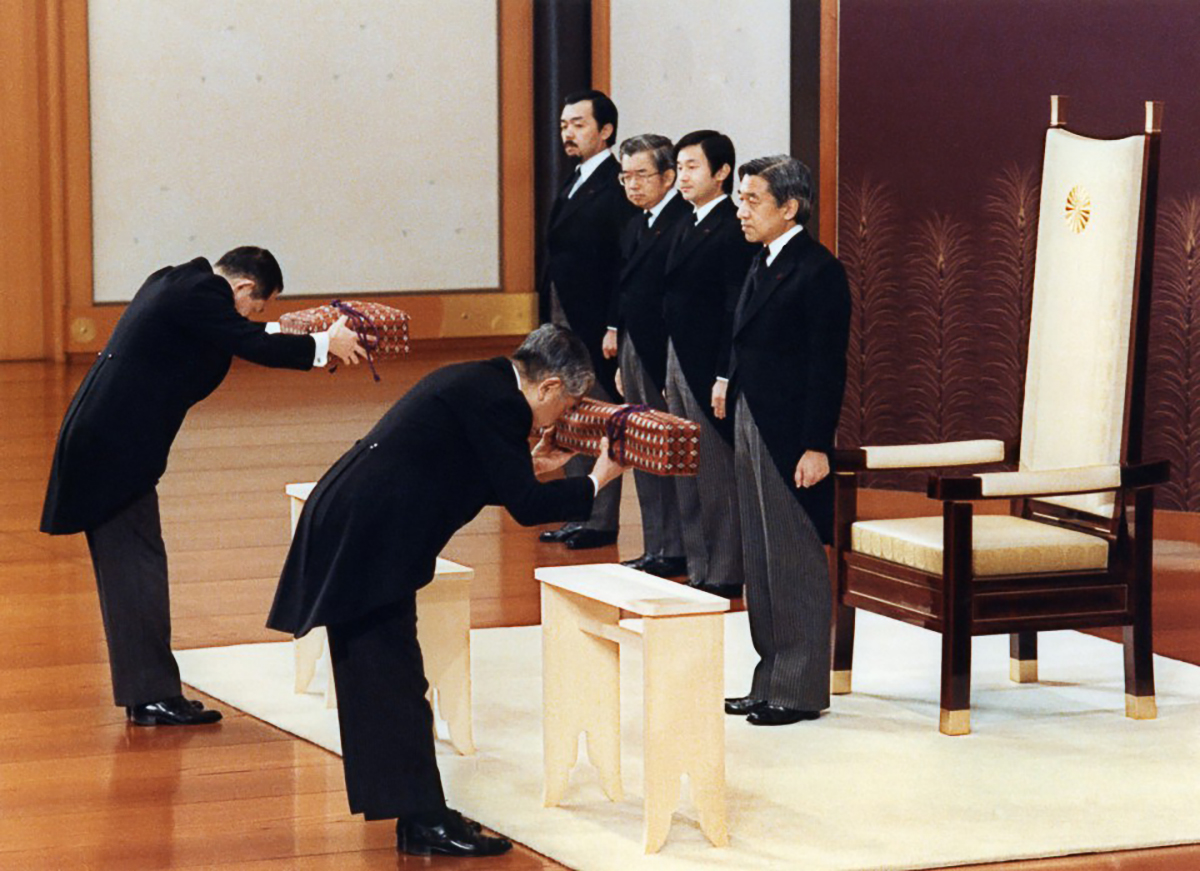
明仁天皇の剣璽等承継の儀
即位の礼はこの儀式から始まる

- 剣璽等承継の儀（けんじとうしょうけいのぎ）--- 皇位継承があった当日に行われる儀式。新天皇や男性皇族が宮殿正殿・松の間に入り、新帝の前に置かれた案（机）に三種の神器のうちの剣璽と御璽、国璽が安置され、新帝が剣璽に挟まれて退出する。明治憲法下での剣璽渡御の儀（けんじとぎょのぎ）にあたる。

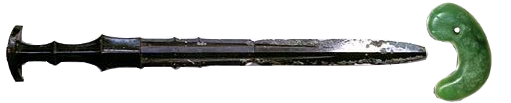
剣と璽（イメージ、実物は非公開）

- 即位後朝見の儀（そくいごちょうけんのぎ）--- 皇位継承当日か、後日行われる儀式。天皇が即位後初めて三権の長をはじめとする国民の代表者と会う。正殿松の間に天皇・皇后や皇族が入場し、天皇の「おことば」の後、内閣総理大臣の式辞がある。これは明治憲法下の践祚後朝見の儀（せんそごちょうけんのぎ）に相当する。
- 即位礼正殿の儀（そくいれいせいでんのぎ）--- 天皇が即位を国の内外に宣明する、いわば即位の礼の中心といえる儀式で、戴冠式、即位式に相当し、各国の元首・首脳らや国内の代表が参列する。皇位継承当日とは日を隔て行われる。宮殿正殿の松の間に高御座、御帳台が設置されて、それぞれ「御装束」に身を包んだ天皇・皇后が登り、諸皇族、三権の長が左右に控える。天皇の「おことば」があり、内閣総理大臣が祝辞である「寿詞」を読み上げ、万歳を三唱して参列者一同がこれを唱和する。

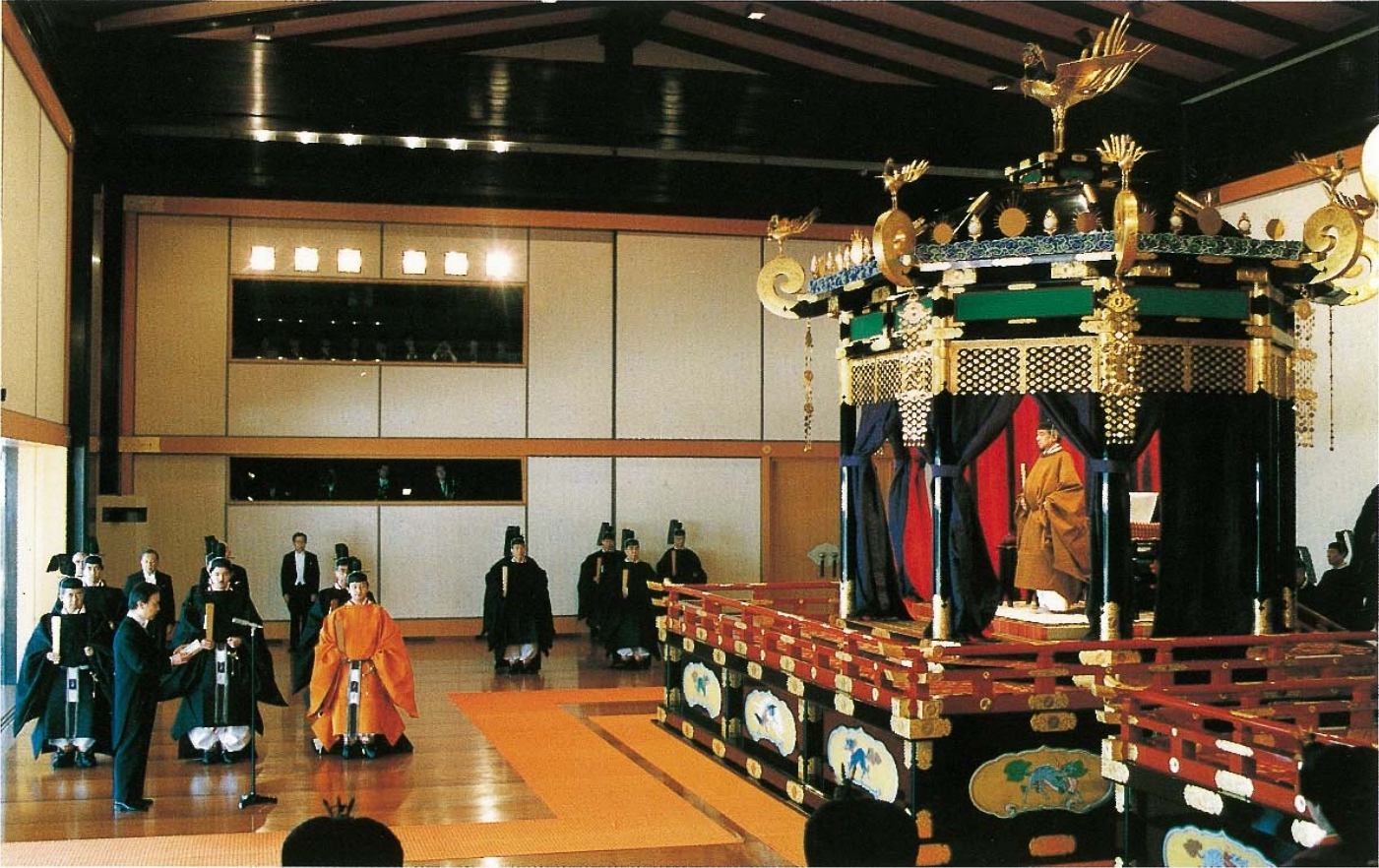
1990年（平成2年）、即位礼正殿の儀

- 祝賀御列の儀（しゅくがおんれつのぎ）--- 即位礼正殿の儀終了後、天皇・皇后が皇居宮殿から赤坂御用地にある赤坂御所まで御料車でパレードする儀式。
- 饗宴の儀（きょうえんのぎ）--- 即位礼正殿の儀に参列した内外の賓客に対し、謝意を表してもてなすための宮中晩餐会。即位礼正殿の儀当日に始まり、宮殿豊明殿や長和殿にて数回開催される。

### 即位礼・大嘗祭後
- 即位礼及び大嘗祭後神宮に親謁の儀 --- 即位礼及び大嘗祭の後、神宮に天皇が拝礼する儀式
  - 豊受大神宮（外宮）に親謁の儀
  - 皇大神宮（内宮）に親謁の儀

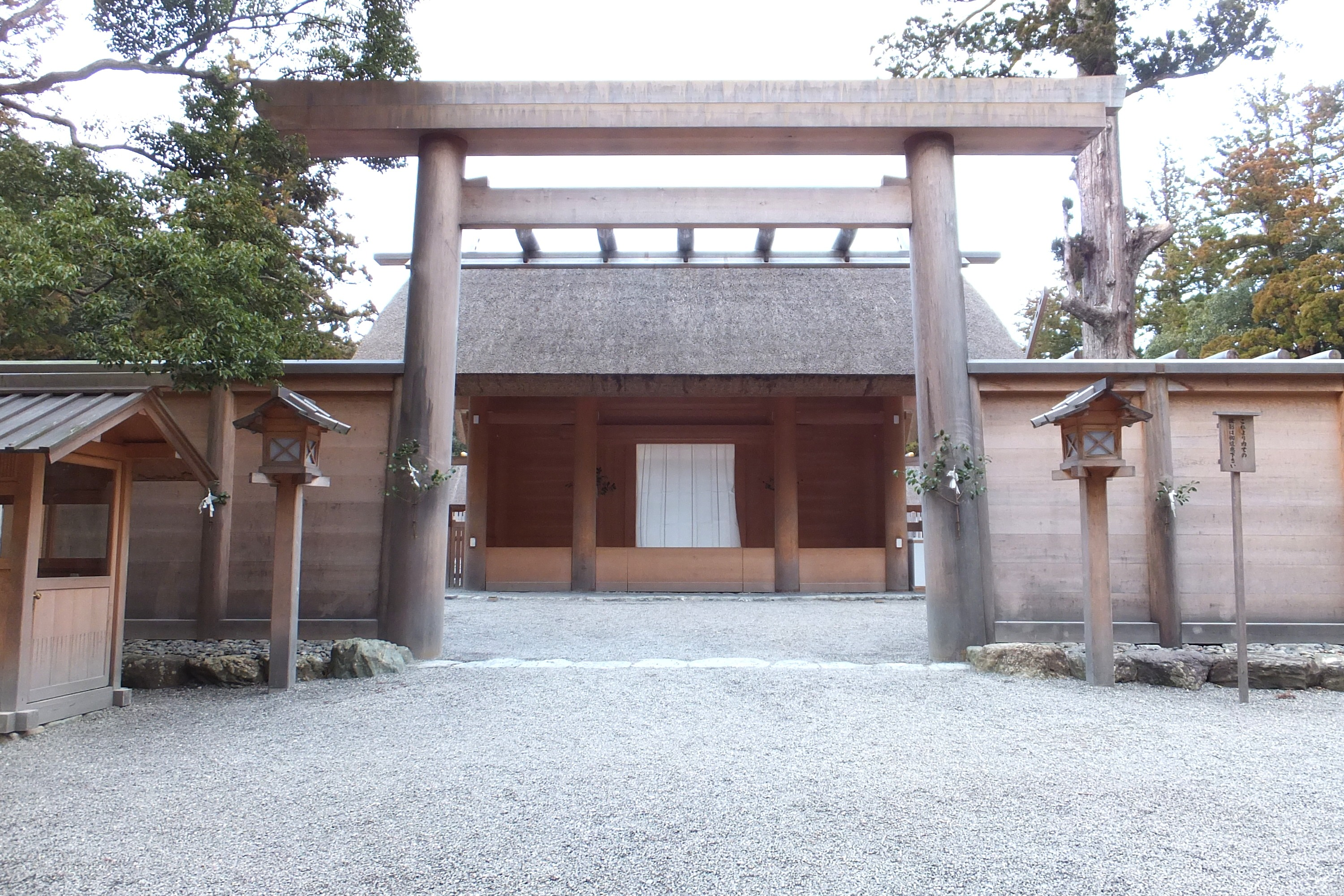
豊受大神宮（外宮）

- 即位礼及び大嘗祭後神武天皇山陵及び前四代の天皇山陵に親謁の儀 --- 即位礼及び大嘗祭の後、神武天皇山陵及び前四代の天皇山陵に天皇が拝礼する儀式

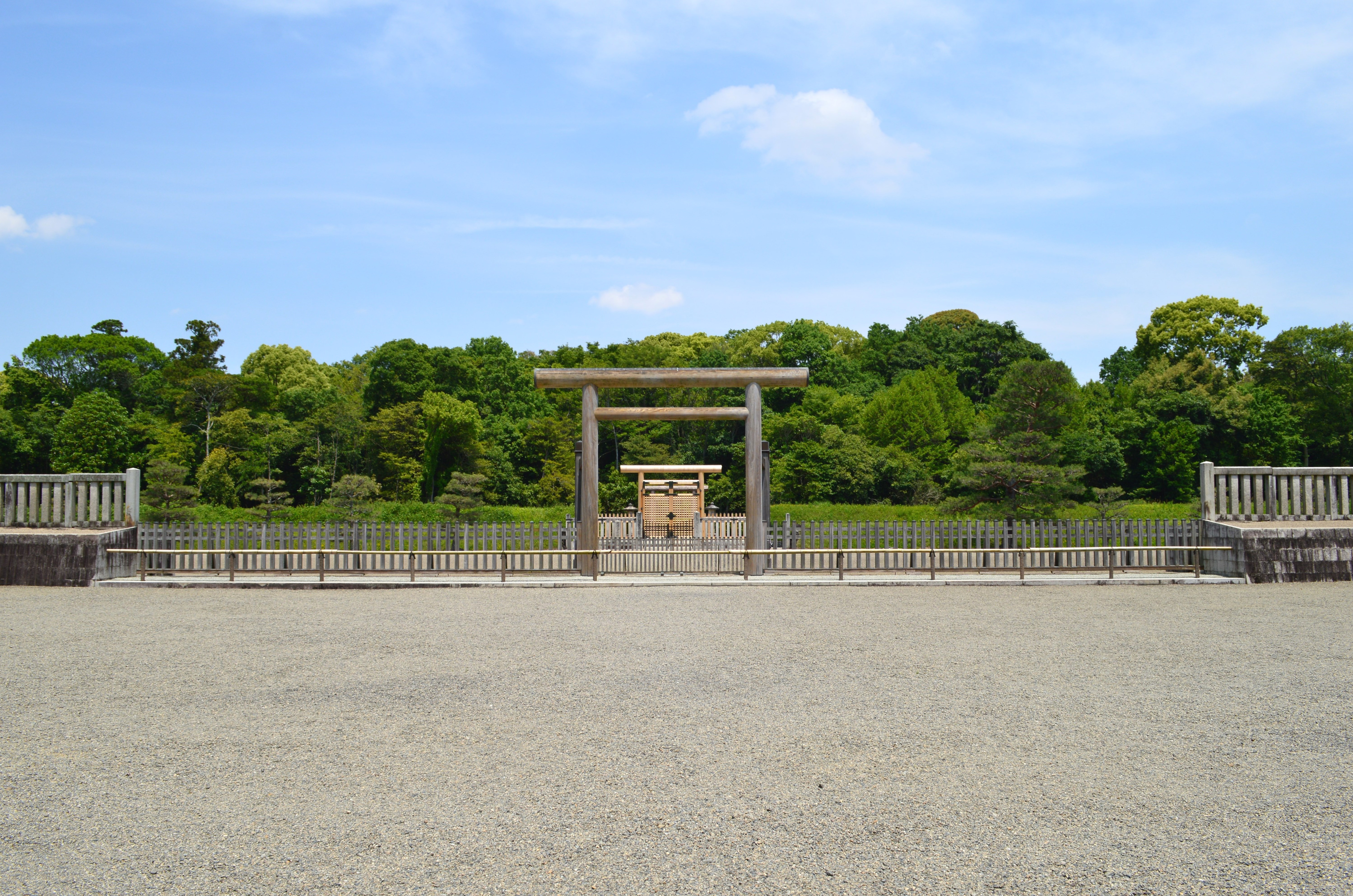
神武天皇「畝傍山東北陵」
奈良県橿原市

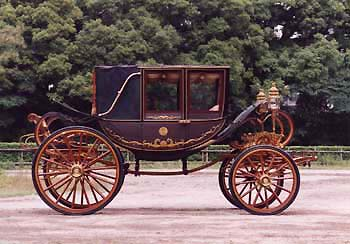
「親謁の儀」で使われた儀装馬車2号

- 茶会--- 即位礼及び大嘗祭の後、京都に行幸啓の際、古来皇室に縁故の深い近畿地方の各界の代表等を招いて行われる茶会
- 即位礼及び大嘗祭後賢所に親謁の儀 --- 即位礼及び大嘗祭の後、賢所に天皇が拝礼する儀式
- 即位礼及び大嘗祭後皇霊殿神殿に親謁の儀 --- 即位礼及び大嘗祭の後、皇霊殿神殿に天皇が拝礼する儀式
- 即位礼及び大嘗祭後賢所御神楽の儀 --- 即位礼及び大嘗祭の後、賢所に御神楽を奏する儀式

## 即位の礼の変遷

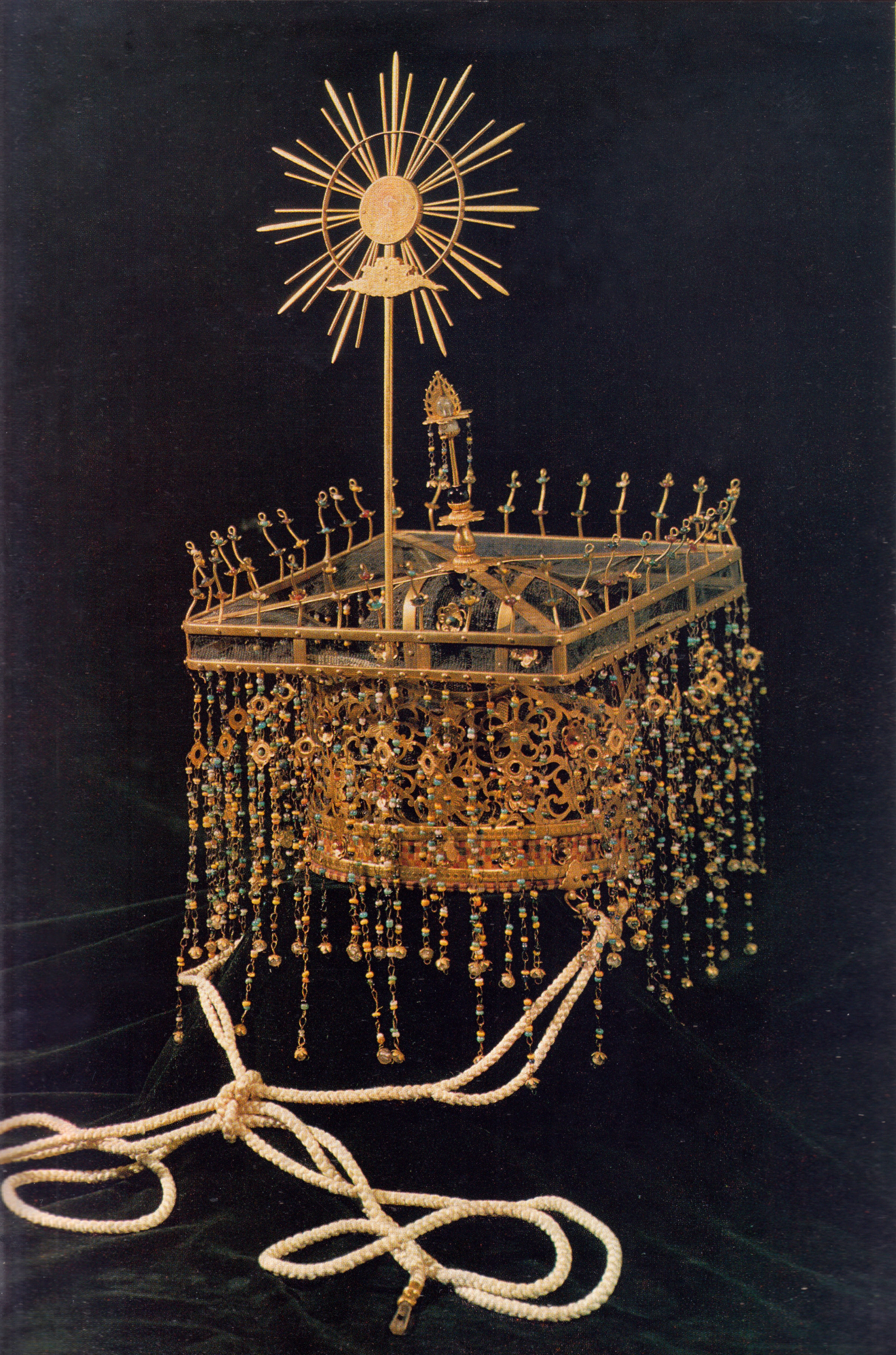
孝明天皇の冕冠。即位礼にのみ戴冠した。

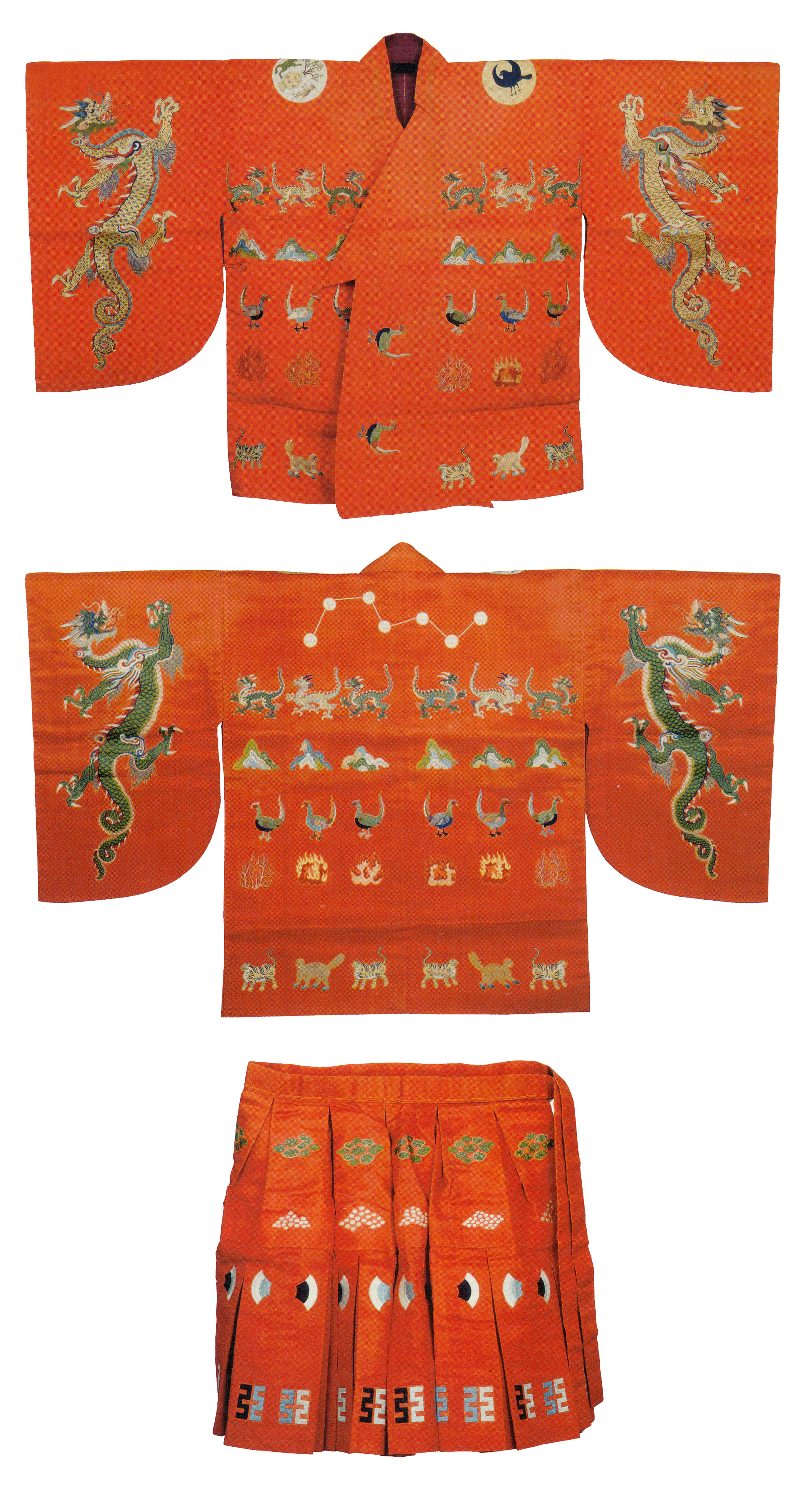
孝明天皇の袞衣。天皇の礼服である。

『日本書紀』には継体天皇の即位について大連・大伴金村が跪き鏡剣、璽符を再拝した後に継体天皇が自身が群臣に推挙されて即位することを宣言して神器を受けるという即位の様子が記されている。
また宣化天皇の即位にも群臣が剣と鏡を天皇に奉る様子が記されている。
かつてはこのような記事は神祇令の規定により潤色されたものという説が出されていたが、最近ではそうではなく、古くから「剣・鏡」がレガリアとして即位時に奉上されていた事実を伝える記事と解されている。
記紀に記される記録の限りでは、即位礼は元日に行われていたが、これは推古天皇の時代に隋帝国から暦法が輸入されたときに、大陸の歴代帝室の例に倣って正月即位が取り入れられるとともに、さかのぼってそれ以前の即位礼の日付も正月が与えられたのではないか、とされる。
それ以前の即位礼は大嘗祭と一体をなしており、大嘗祭が冬至の日（太陽太陰暦で11月頃）に行われた翌日、新帝が祭で天照大神の霊威を得てから群臣の前に姿を現す形式であったとされる。この時点では、神祇伯が天神寿詞を奏上し、神器が献上されることにより皇位継承を内外に宣明した。
その後、即位礼の時期が正月に繰り上げられ、大嘗祭に先んじておこなわれるようになった。記紀の記述によっても詳細な儀式次第は明らかでないが、まずはじめに神器が授受され、即日または後日、改めて「壇」に昇る式が行われた。
儀式次第が詳細に記録された最初は持統天皇4年正月1日（690年2月14日）の即位礼である。この時は、以下の式次第である。
- 石上麻呂が大盾を樹てる。
- 神祇伯の中臣大島が天神寿詞を詠む。
- 忌部色夫知が神器の天叢雲剣と八咫鏡を奉った。
- 公卿百寮が羅列して八開手を打ち、拝礼する。

この時点では天神寿詞は大嘗祭と併せて2度詠まれていた。「養老律令」（720年）においても
凡そ踐祚の日、中臣天神󠄀壽詞を奏し、忌部神󠄀璽の鏡劍を上る。
とあり、寿詞の次に神器授受が行われていたことがわかる。
神器の授受は「剣璽渡御の儀」として即位式の前（皇位継承直後）に行われることがあったが、天応元年（781年）の桓武天皇の皇位継承に際し、「即位」から日を置いて「大極殿に御して詔して」とあることから、事実上の践祚と即位の分離が行われるようになった。
この桓武天皇の時に天皇の衣服が日本古来の帛衣から中国皇帝風の冕服、冕冠に改められ、それまでの日本神話的な即位儀から焼香の後、百官が再拝、拝舞、万歳を称するという、中華皇帝的な即位儀に変化していったと考えられる。
さらに延長8年（930年）の朱雀天皇の皇位継承に際して、明示的に「践祚」と「即位」が分離されるに至る。
ただし、桓武天皇以前、すなわち古来より践祚と即位が同日に行われていても天神寿詞の奏上と神器の献上を受けて正統性を得る「践祚」とその事実を百官以下に示す「即位」は別の儀式として認識されていたとする説を唱える研究者も存在する。
「貞観儀式」（870年代）「江家次第」（11世紀）において、即位礼の式次第が以下の通り明示された。
- 天皇は高御座で杓を把って南面する。
- 命婦が御帳をかかげ、香をたく。
- 王公百官の拝舞、舞踏、拝舞、武官による万歳三唱

ここでは養老律令に定められていた剣璽渡御および天神寿詞が取り除かれ、また天子南面、礼服を着用するなど、大陸様式を取り入れた式次第になった。
ところが、平安時代中期になると、早くもこの形が崩れ、殿上の擬侍従（平安初期には親王がつとめたので上首を親王代とよび、次席と少納言の3人の構成で左右計6人）に内弁（上卿に相当）・外弁（一般参列者の公卿であるが、指名された者のみが立つ。殿上人以下の参列はなくなった。なお外弁の内の一人が宣命使となる。中世から近世にかけて外弁は大納言・中納言・参議各2名というのが一般的であった。）・典儀などの限られた公卿・官人しか即位式に参加せず、その役目を持たない公卿は大臣であっても、高御座の左右に設けられた幔の内側から「見物」している有様であった。
1016年（長和5年）2月7日に行われた後一条天皇の即位式の様子は、当時の朝廷の重鎮であった大納言・藤原実資の日記『小右記』に詳しく記されているが、それは実資が即位式の参加者ではなく、見物者として観察出来たことによるものであった。なお、摂政は平安時代後期（堀河天皇以後）以後には高御座の中層または下層、関白は高御座の後方東側（南側から見て右寄り）の北廂東幔内に束帯姿で（礼服でないのは正式な参列でないから）控える例であった（後一条天皇の摂政であった藤原道長もこの位置にいるため、初期の摂政も同様であった可能性が高い）。
儀典の会場は、平安時代を通じ、原則的に、朝堂院（八省院）の大極殿が用いられたが、大極殿焼損のため陽成天皇は豐楽殿を使用した。病気のため冷泉天皇は内裏の紫宸殿で即位し、大極殿焼失のため後三条天皇は太政官庁、安徳天皇は内裏の紫宸殿を用いた。大極殿は1176年（安元2年）の安元の大火以降廃絶したため、鎌倉時代より室町時代中期の後土御門天皇までのすべての天皇（ただし、京都にいなかった南朝の後村上天皇・長慶天皇・後亀山天皇は例外）は、太政官庁を使用した。後柏原天皇以降は太政官庁は再建されず、里内裏の紫宸殿を使用することとなり、東京奠都後の昭和天皇に至るまでこの場所で行われた。
中世以降には、天皇が高御座に登る際に印を結び真言を唱えるという即位灌頂と呼ばれる仏教様式の作法も執り入れられ、江戸時代後期まで続けられた。
即位式は皇室行事の中でも最も重要な儀式の一つであるが、戦国時代の後柏原天皇の時期は皇室財政が逼迫しており、1500年（明応9年）に即位したにも拘らず、儀式を行えず、1521年（大永元年）、室町幕府などからの援助を元に、即位22年目にして即位礼を行った。直接のきっかけは幕府が二万疋を献じたことであるが、実際には文亀年間以来それまでに何度か幕府から献じられていた費用および、朝廷が本願寺などからの献金を得て準備した道具が蓄積しており、その費用だけで実施できたのではない。近年の新説として、費用面だけでなく、開催場所の問題があったとする説がある。前述の通り、大内裏が機能を失った後も太政官庁は即位礼の開催場所として再建が続けられてきた経緯があり、応仁の乱で焼失した太政官庁を再建してから先例に倣って大内裏の跡地（内野）にて開催すべきだとする意見があったという。また、財政的に太政官庁の再建は現実的ではないとする意見に対しては、紫宸殿で即位式を行った先例である冷泉天皇と安徳天皇がいずれも皇位を全うできなかった天皇であるため不吉であるとして根強い反対論があった。関白の一条冬良や後任の九条尚経は1501年（文亀元年）の段階で即位式が開けずに歴代に数えられなかった九条廃帝の先例を畏れて太政官庁の再建を断念して紫宸殿において開催する方針を決断していたものの、宮廷内部の根強い反対論の存在や会場規模の大幅な縮小に伴う実際の式の運営方法の検討に時間がかかったことも開催決定を遅らせる要因になったのだという。
後奈良天皇は後柏原天皇即位の所用品が多く残されていたにもかかわらず、やはり費用不足で10年ほど即位が延引した。また、正親町天皇の時も皇室財政から即位礼費用の拠出は叶わず、毛利元就の援助を得て挙行した。しかし、多くの困難にもかかわらず、承久の乱のため短期間しか在位できなかった九条廃帝や、都にいなかった（また記録がほとんど残っていない）南朝の天皇を除き、一代も欠かさずこの儀式は挙行されている。
なお、宮廷儀礼は平安時代より雑人(庶民)の見物の対象であったが、承久の乱後の四条天皇即位では庭上にも見物人が乱入し、これ以後も公家日記に、見物人のため儀式に支障をきたしていたことがうかがわれる記事が散見される。
後柏原天皇即位に際しても「雲霞の如く」見物人が集まったという。こうした伝統を受けて江戸時代には、切手札（観覧券のようなもの）を買うことで、一般庶民も京都御所での即位の儀式を見ることができた事が最近の研究により判明している。
明正天皇の即位礼には「見物の貴賤庭上に充満」とあり、かなりの人数の見物人が押し寄せたようである。中御門天皇の即位礼では僧尼などの仏教者の見学は禁止という町触が出されている。桜町天皇の時には入場券である「切手札」が出され、桃園天皇の時には切手札、男100枚、女200枚に制限されたという。
なお、後桜町天皇即位のとき、儀礼の役にあたらず、ただ出御した天皇のお見送りだけに参内した野宮定晴は、「武家奴隷(武士の下人)」や「雑人」が多くて一般の公家の多くが儀式を見物できなかったこと、にもかかわらず幕府の使者は非公式ながら紫宸殿に上げてもらって見物できたことに憤慨している。
明治維新以降は旧皇室典範並びに登極令の制定により、天皇の践祚・即位に関わる一連の儀式の様式が定められた。御大礼（即位の礼）は明治天皇の先例に倣って引き続き京都で行われることとされ、大正天皇・昭和天皇の御大礼は引き続き京都御所において挙行され、「即位礼紫宸殿の儀」と称した。1947年（昭和22年）制定の現行の皇室典範では場所については規定されず、平成、令和の即位の礼は東京・皇居で行われた。式次第については旧例が踏襲されたが、従来「紫宸殿の儀」と称していた儀式が「正殿の儀」となった。
儀式は皇室の祖神である天照大神と歴代の天皇へ期日を奉告することに始まり、皇居内の三殿への報告と、伊勢神宮へ勅使が遣わせられる。時期は登極令により春から秋とされ、先帝の崩御から1年間は服喪期間として即位の礼・大嘗祭は行われない。なお、この服喪期間を特に「諒闇」という。
即位の礼では最重要の儀式が「正殿の儀」であり、天皇は束帯、皇后は十二単に身を包む。天皇の束帯は「黄櫨染御袍（こうろぜんのごほう）」と言い、天皇以外は着用できない。正殿の儀にて使用される玉座は天皇のものを高御座（たかみくら）、皇后のものを御帳台（みちょうだい）と呼ぶ。造りは三層黒塗り継檀の上に八角形の屋根を置き、鳳凰・鏡等の装飾がある。高さ5.9メートル、幅6メートル、重さ8トンに及ぶ。

## 明治の即位の礼

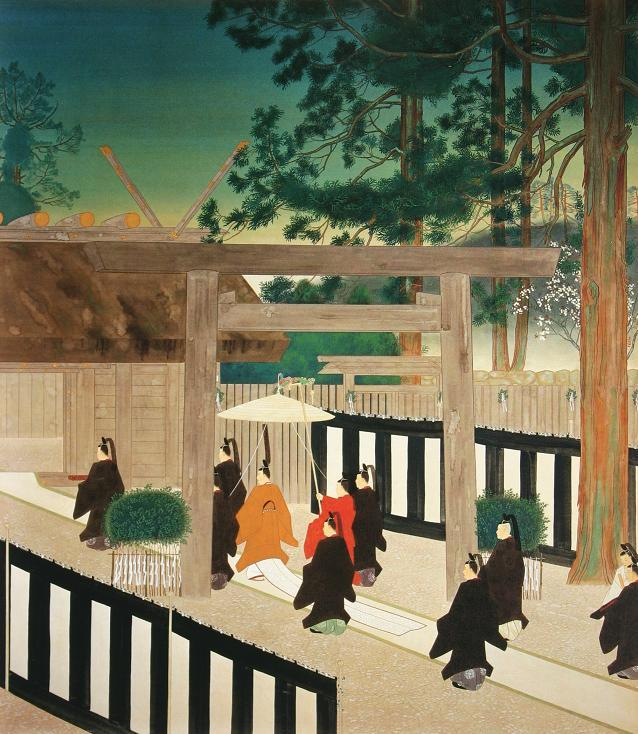
明治天皇の伊勢神宮親謁

第122代・明治天皇の即位の礼が行われた当時は、天保暦が用いられており、現在のグレゴリオ暦とは日付が異なるため、天保暦（グレゴリオ暦）の順番で記載する。
慶応2年12月25日（1867年1月30日）、第121代・孝明天皇の崩御を受け、儲君睦仁親王が翌慶応3年1月9日（1867年2月13日）に践祚して皇位を継承し、第122代天皇となった。当初は11月に即位の礼を行う予定であったが、徳川慶喜による大政奉還など時勢が急速に変化していく中で、国事多難を理由に見送られた。
明治新政府は、翌年の慶応4年（明治元年/1868年）5月に新時代の到来を宣布するため、変化に相応しい新しい即位式の挙行を目指し、津和野藩主で神祇官副知事の亀井茲監をして「御即位新式取調御用掛」に任命した。岩倉具視は亀井に唐風儀式の撤廃と古式復興を命じた。新時代の象徴として、式典において地球儀を用い、皇威を世界に知らしめることを目的とした。孝明天皇即位に使用された高御座は安政元年（1854年）の内裏焼失によって失われていたので、例年の節会などに使う帳台をもって高御座と称した。唐風とみなされた装束や装飾は全廃されたため、礼服は廃止され、平安時代以来礼服に次ぐ正装であった束帯が使用された。庭に立てる儀仗用の旗の類も廃止され、幣旗という榊がたてられた。
慶応4年8月17日（1868年10月2日）に、10日後の8月27日（1868年10月12日）に即位の礼を行うことを発表し、同月21日から関連儀式を執り行った。殊に崇徳天皇に勅使を遣わし命日である同月26日に霊前で宣命を読み上げた翌日27日、即位の礼当日は、宣命使が宣命を読み上げ、参列者中、筆頭位の者が寿詞を読み、古歌を歌われた。そして「拝」と一同唱和し、式典が終了した。
- 明治の大礼…総費用4万3800両
  - 伊勢神宮へ勅使発遣の儀 慶応4年8月21日（1868年10月6日）
  - 神武天皇陵・天智天皇陵・前三代天皇陵へ勅使発遣の儀 同年8月22日（同年10月7日）
  - 紫宸殿・清涼殿御殿洗 同年8月23日（同年10月8日）
  - 即位礼 同年8月27日（同年10月12日）

- なお、大嘗祭は明治4年11月17日（1871年12月28日）に東京で行われた。

## 大正の即位の礼

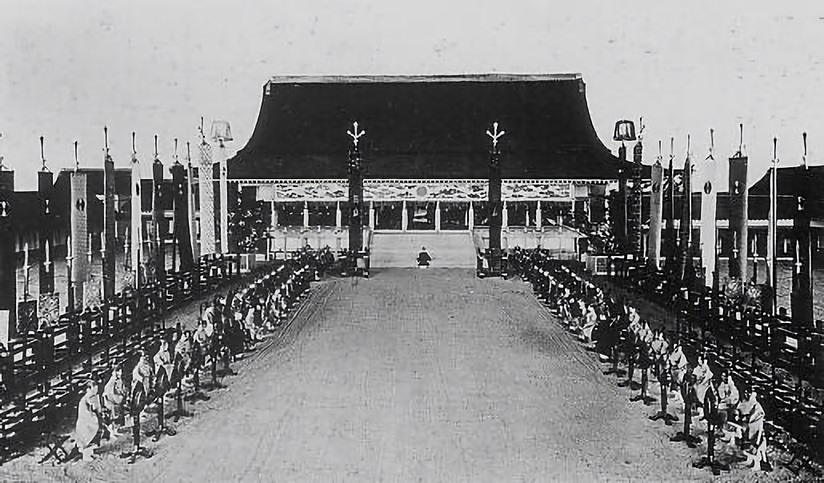
大正天皇の即位の礼

大正4年の石版画「御大礼記念 二条城内豊楽殿大饗宴之御盛儀」（尚美堂・田中良三）

旧皇室典範・登極令制定後、初めての挙行となった第123代・大正天皇即位の礼は、1915年（大正4年）11月10日に京都御所紫宸殿で行われた。本来は1914年（大正3年）に挙行される予定だったが、同年4月に昭憲皇太后の崩御により1年延期された。明治天皇の即位時には新調できなかった高御座等が新調された。また、この時から高御座の隣に皇后の御座である御帳台（これは江戸時代以前の帳台と異なり、高御座に準拠して考案された新儀である）が設けられたが、貞明皇后は懐妊中であった（後に第四皇男子の澄宮崇仁親王を出産）ために欠席した。
この時に帝国議会上院の貴族院書記官長を務めていた柳田國男も大正天皇の御大礼に出仕しており、後に大嘗祭についての提言を残している。礼服は復活せず、束帯が使用されたものの、高御座は江戸期の様式が復活し、その他、旗の類も神話にちなむ刺繍を入れたものの、榊はやめて綾や錦を使うなど、総じて江戸時代以前の様式と明治の即位を折衷したような形式になっている。明治よりも神事性が後退したかわりに、賢所大前の儀が新たに制定され、即位の前提に神道があることを強調する儀式構成になった。男性の束帯は近世の故実を参照してあまり変更を加えず、女性の十二単は近世以前の資料によりつつも、松本真弦らが中心となって、新たに定められた。
京都御所での「即位の礼」の後は、大規模な饗宴「大正大饗」として饗宴の儀が行われ、1915年（大正4年）11月16日·11月17日に各国の王族や要人をはじめ、皇族、文武高官、有爵位者に加え、外国大使夫妻なども招かれた大規模であり二条離宮で盛大に行われた。
- 大正の大礼…総予算853万8357円（当時の金額）
  - 即位の礼 1915年（大正4年）11月10日

即位礼ノ勅語
朕󠄂祖󠄁宗ノ遺󠄁烈ヲ承ケ惟神󠄀ノ寶祚ヲ踐ミ爰ニ卽位ノ禮ヲ行ヒ普ク爾臣民ニ誥ク
朕󠄂惟フニ皇祖󠄁皇宗國ヲ肇󠄁メ基ヲ建󠄁テ列聖󠄁統ヲ紹キ裕ヲ埀レ天壤無窮ノ神󠄀敕ニ依リテ萬世一系ノ帝󠄁位ヲ傳ヘ神󠄀器󠄁ヲ奉シテ八洲ニ臨ミ皇化󠄁ヲ宣ヘテ蒼生ヲ撫ス爾臣民世世相繼キ忠實公󠄁ニ奉ス義ハ則チ君臣ニシテ情󠄁ハ猶󠄁ホ父󠄁子ノコトク以テ萬邦󠄁無比ノ國體ヲ成セリ
皇考維新ノ盛運󠄁ヲ啓󠄁キ開國ノ宏謨ヲ定メ祖󠄁訓ヲ紹述󠄁シテ不磨󠄁ノ大典ヲ布キ皇圖ヲ恢弘シテ曠古ノ偉󠄁業ヲ樹ツ聖󠄁德四表ニ光被シ仁澤遐陬ニ霑洽ス
朕󠄂今丕績ヲ纘キ遺󠄁範ニ遵󠄁ヒ內ハ邦󠄁基ヲ固クシテ永ク磐石ノ安ヲ圖リ外ハ國交󠄁ヲ敦クシテ共ニ和平󠄁ノ慶ニ賴ラムトス朕󠄂カ祖󠄁宗ニ負󠄁フ所󠄁極メテ重シ祖󠄁宗ノ神󠄀靈照鑑上ニ在リ朕󠄂夙夜兢業天職ヲ全󠄁クセムコトヲ期󠄁ス朕󠄂ハ爾臣民ノ忠誠其ノ分󠄁ヲ守リ勵精󠄀其ノ業ニ從ヒ以テ皇運󠄁ヲ扶翼󠄂スルコトヲ知ル庶幾クハ心ヲ同シクシ力ヲ戮セ倍〻國光ヲ顯揚セムコトヲ爾臣民其レ克ク朕󠄂カ意󠄁ヲ體セヨ
内閣総理大臣ノ奏シタル寿詞

## 昭和の即位の礼

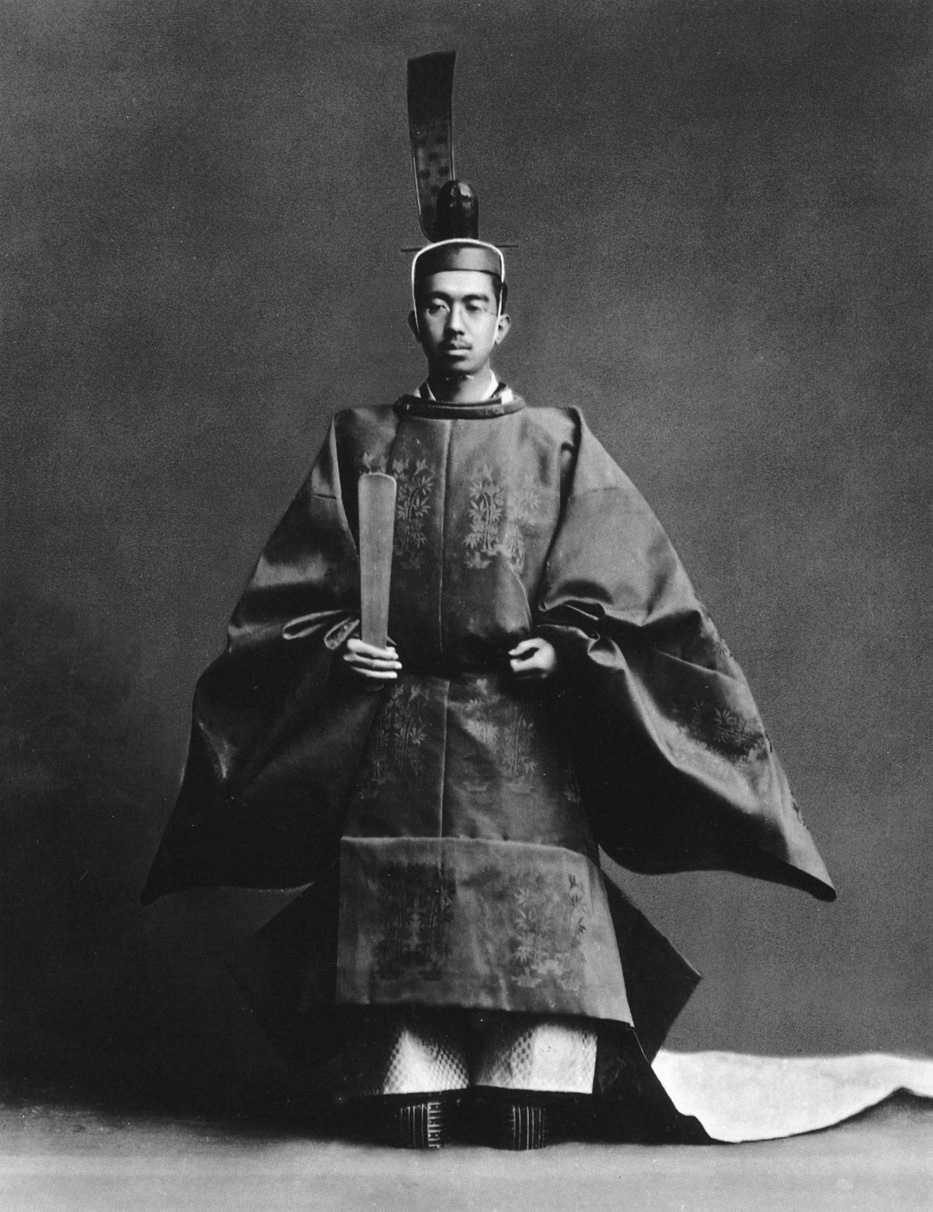
1928年11月、即位の礼の昭和天皇

1926年（大正15年）12月25日、大正天皇の崩御を受けて昭和天皇が践祚した。
1928年（昭和3年）11月6日、第124代・昭和天皇は即位の礼を執り行う為、宮城を出発し、京都御所へ向かった。京都へ向かう天皇の行列は2名の陸軍大尉を先頭に賢所の神鏡を奉安した御羽車、昭和天皇の乗る6頭立て馬車（鳳輦）・皇后の乗る4頭立て馬車・皇族代表・内大臣（牧野伸顕）・内閣総理大臣（田中義一）の馬車と続いた。全長600メートルにも及ぶこの行列は、1分間に進む速度が86メートルと決められていた。
11月10日、即位の礼当日の参列者は勲一等以上の者665名、外国使節92名他、2,000名以上の参列者があり、式典では内閣総理大臣・田中義一が万歳三唱した。
天皇は紫宸殿の儀を終えた後、11月21日に伊勢神宮を親拝し、即位の大礼に係る一連の儀式を終えた旨、奉告し、帰京した。帰京後は宮中晩餐会、夜会などの祝宴の他、観兵式・観艦式等が執り行われた。
即位礼ノ勅語
朕󠄂惟フニ我カ皇祖󠄁皇宗惟神󠄀ノ大道󠄁ニ遵󠄁ヒ天業ヲ經綸シ萬世不易ノ丕基ヲ肇󠄁メ一系無窮ノ永祚ヲ傳ヘ以テ朕󠄂カ躬ニ逮󠄁ヘリ朕󠄂祖󠄁宗ノ威靈ニ賴リ敬ミテ大統ヲ承ケ恭シク神󠄀器󠄁ヲ奉シ茲ニ卽位ノ禮ヲ行ヒ昭ニ爾有衆󠄁ニ誥ク
皇祖󠄁皇宗國ヲ建󠄁テ民ニ臨ムヤ國ヲ以テ家ト爲シ民ヲ視󠄁ルコト子ノ如シ列聖󠄁相承ケテ仁恕ノ化󠄁下ニ洽ク兆民相率󠄁ヰテ敬忠ノ俗上ニ奉シ上下感孚シ君民體ヲ一ニス是レ我カ國體ノ精󠄀華ニシテ當ニ天地ト竝ヒ存スヘキ所󠄁ナリ
皇祖󠄁考古今ニ鑒ミテ維新ノ鴻圖ヲ闢キ中外ニ徵シテ立憲󠄁ノ遠󠄁猷ヲ敷󠄁キ文󠄁ヲ經トシ武ヲ緯󠄁トシ以テ曠世ノ大業ヲ建󠄁ツ皇考先朝󠄁ノ宏謨ヲ紹繼シ中興ノ丕績ヲ恢弘シ以テ皇風ヲ宇內ニ宣フ朕󠄂寡薄󠄁ヲ以テ忝ク遺󠄁緖ヲ嗣キ祖󠄁宗ノ擁護ト億兆ノ翼󠄂戴トニ賴リ以テ天職ヲ治メ墜󠄁スコト無ク愆ツコト無カラムコトヲ庶幾フ
朕󠄂內ハ則チ敎化󠄁ヲ醇厚ニシ愈民心ノ和會ヲ致シ益󠄁〻國運󠄁ノ隆󠄁昌ヲ進󠄁メムコトヲ念ヒ外ハ則チ國交󠄁ヲ親善ニシ永ク世界ノ平󠄁和ヲ保チ普ク人類󠄀ノ福󠄁祉󠄁ヲ益󠄁サム事ヲ冀フ爾有衆󠄁其レ心ヲ協ヘ力ヲ戮セ私ヲ忘レ公󠄁ニ奉シ以テ朕󠄂カ志ヲ弼成シ朕󠄂ヲシテ祖󠄁宗作述󠄁ノ遺󠄁烈ヲ揚ケ以テ祖󠄁宗神󠄀靈ノ降󠄁鑒ニ對フルコトヲ得シメヨ
内閣総理大臣ノ奏シタル寿詞
日程
1928年（昭和3年）

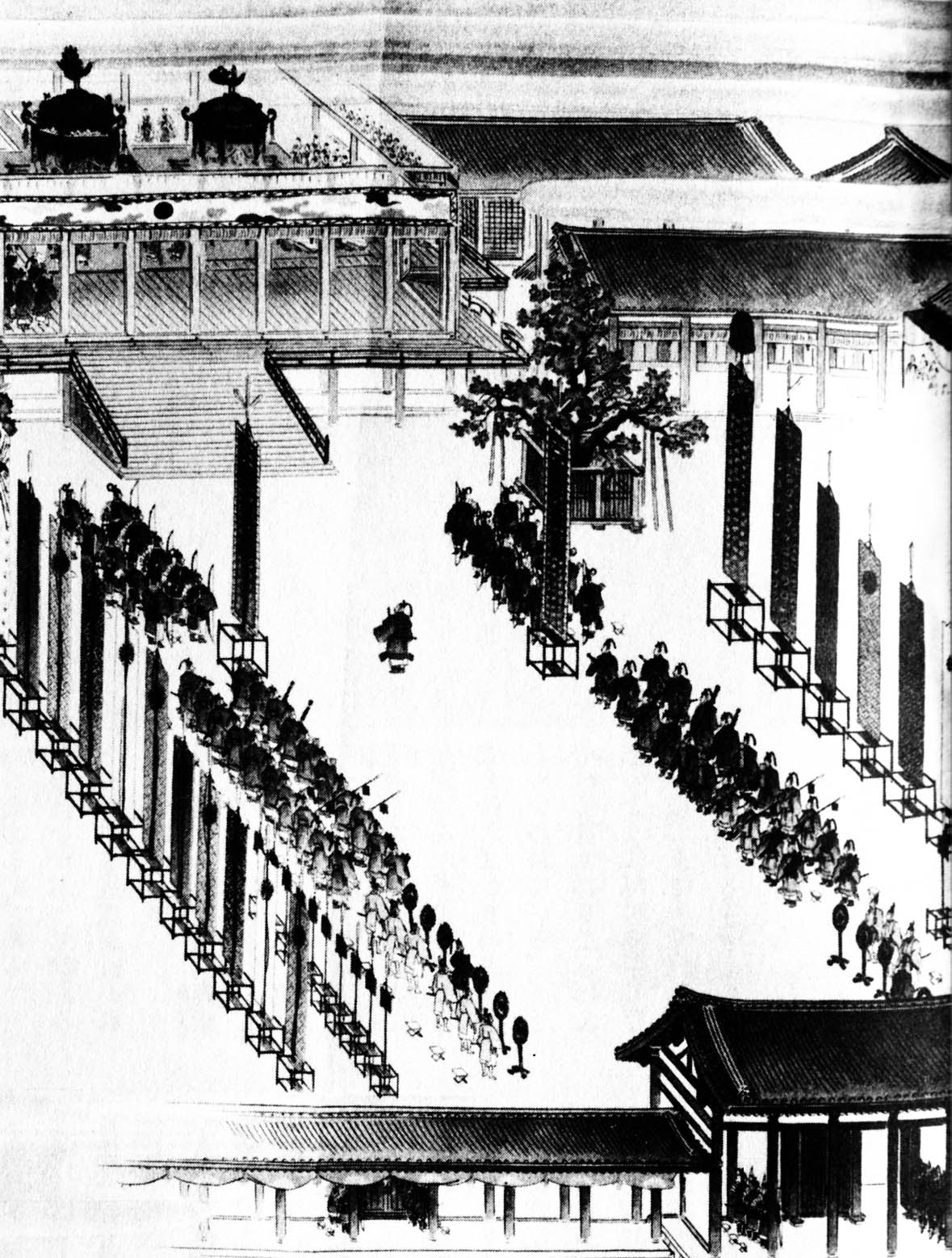
昭和天皇の即位の礼（京都御所・紫宸殿の儀）
大阪朝日新聞 昭和3年10月1日付挿画

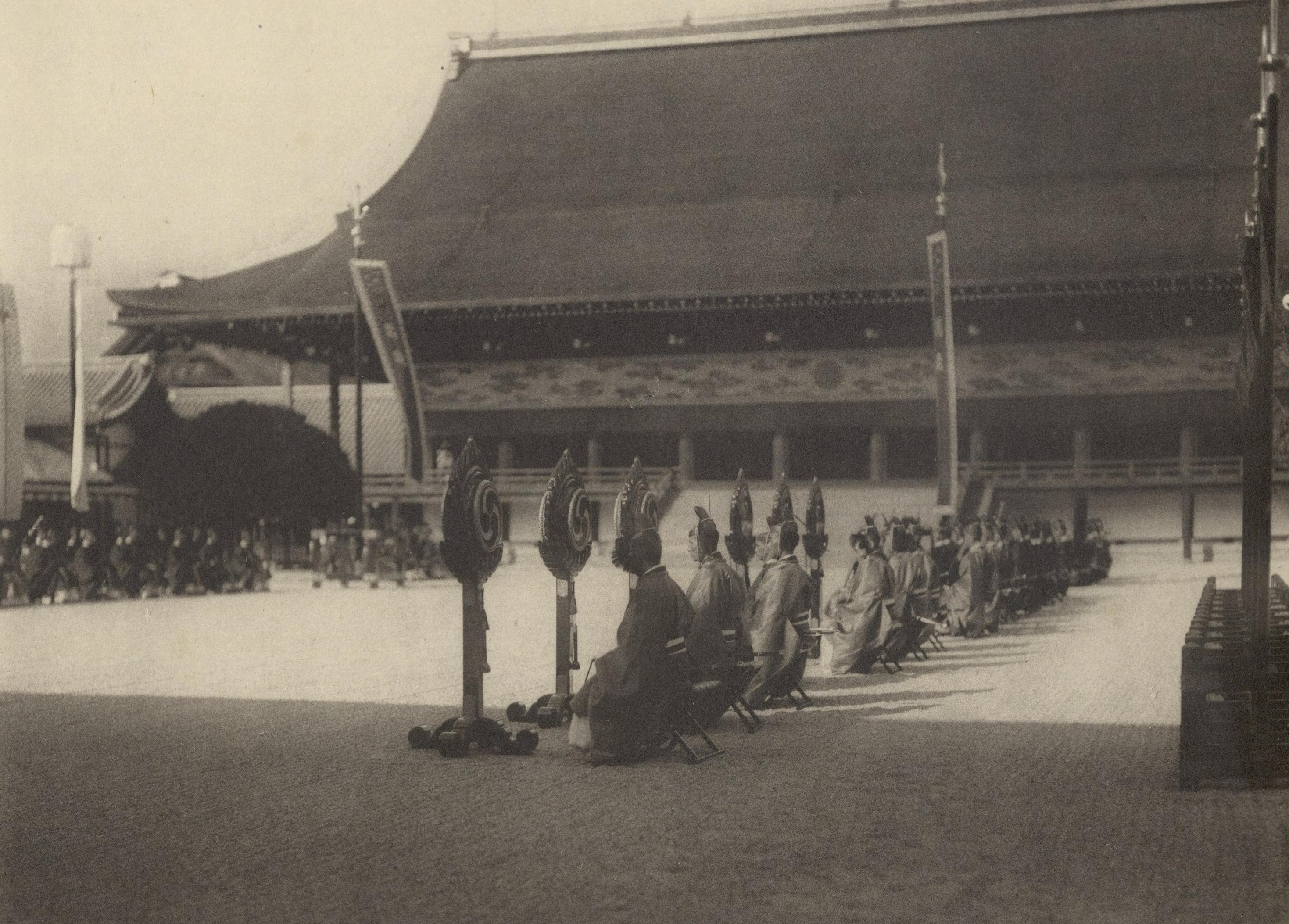
昭和天皇の即位の礼

- 1月17日 賢所に期日奉告の儀、皇霊殿・神殿に期日奉告の儀
- 11月6日 京都に行幸の儀
- 11月7日 賢所春興殿に渡御の儀
- 11月10日 皇霊殿・神殿に奉告の儀
- 同日 賢所大前の儀
- 同日 紫宸殿の儀
- 11月11日 賢所御神楽の儀
- 11月19日 伊勢に行幸
- 11月25日 明治天皇陵に親謁の儀
- 11月26日 東京に還幸の儀
- 11月27日 賢所・温明殿に還御の儀
- 11月30日 皇霊殿・神殿に親謁の儀

昭和天皇御大禮記念之銀杯
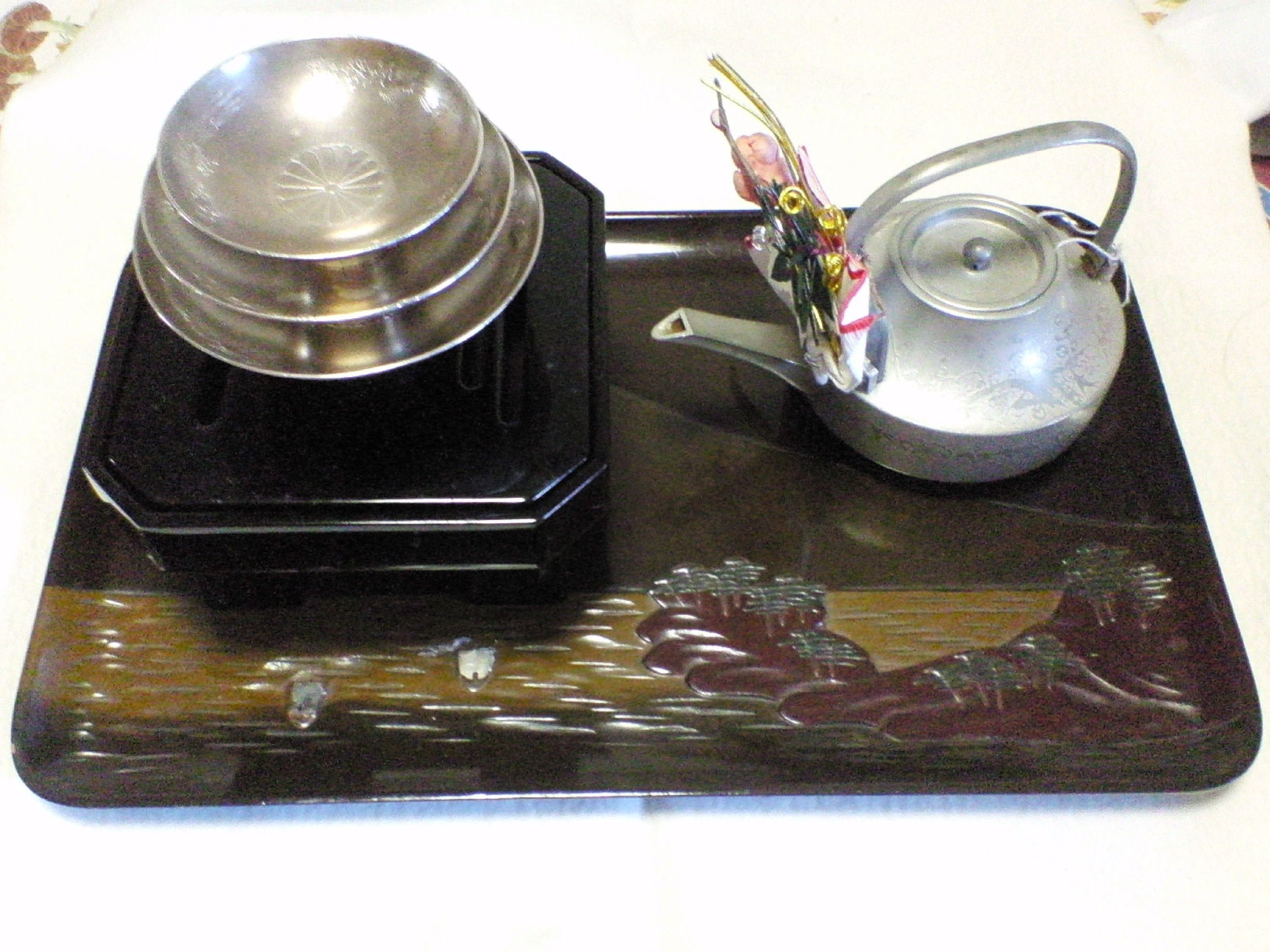
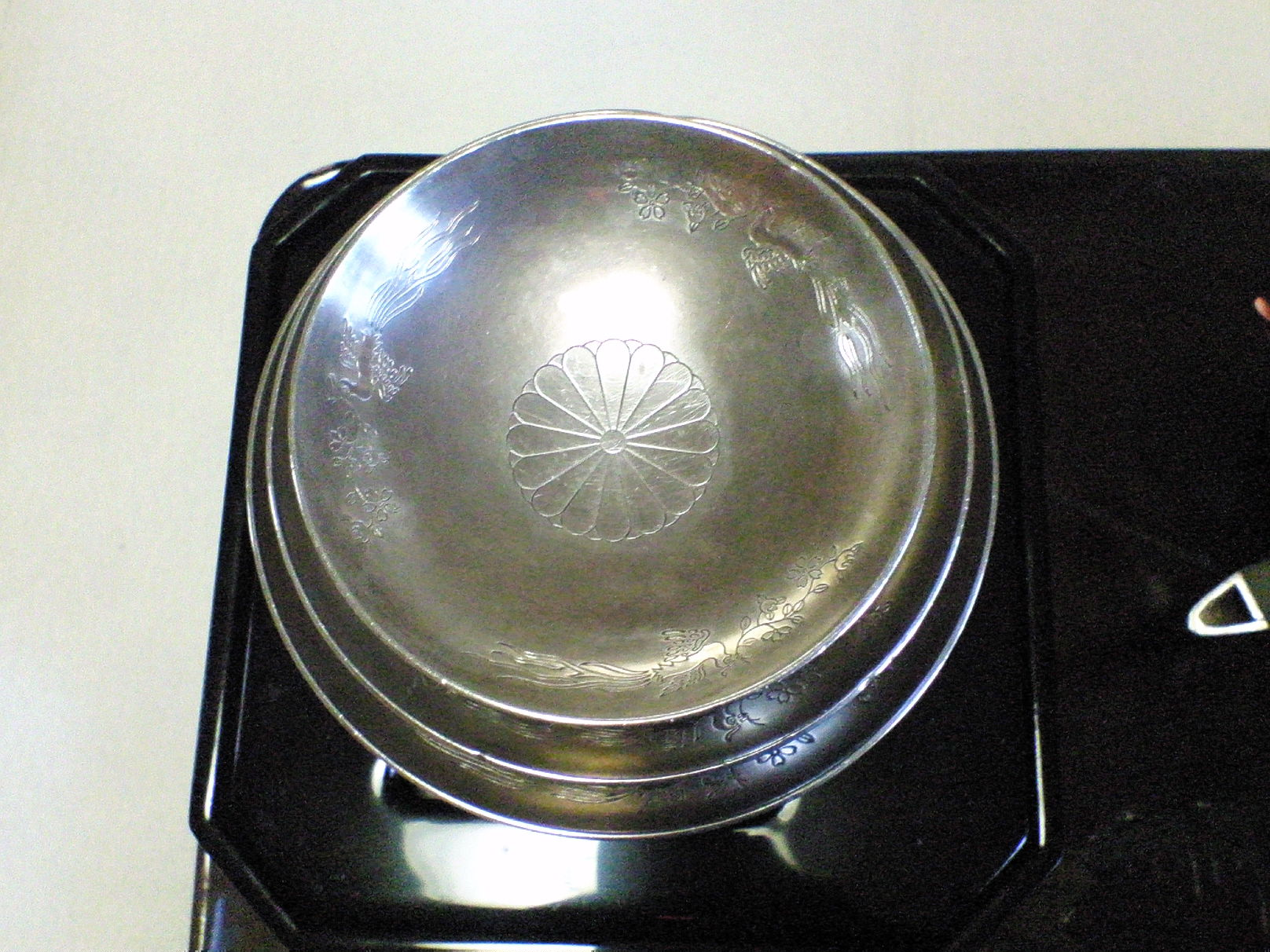
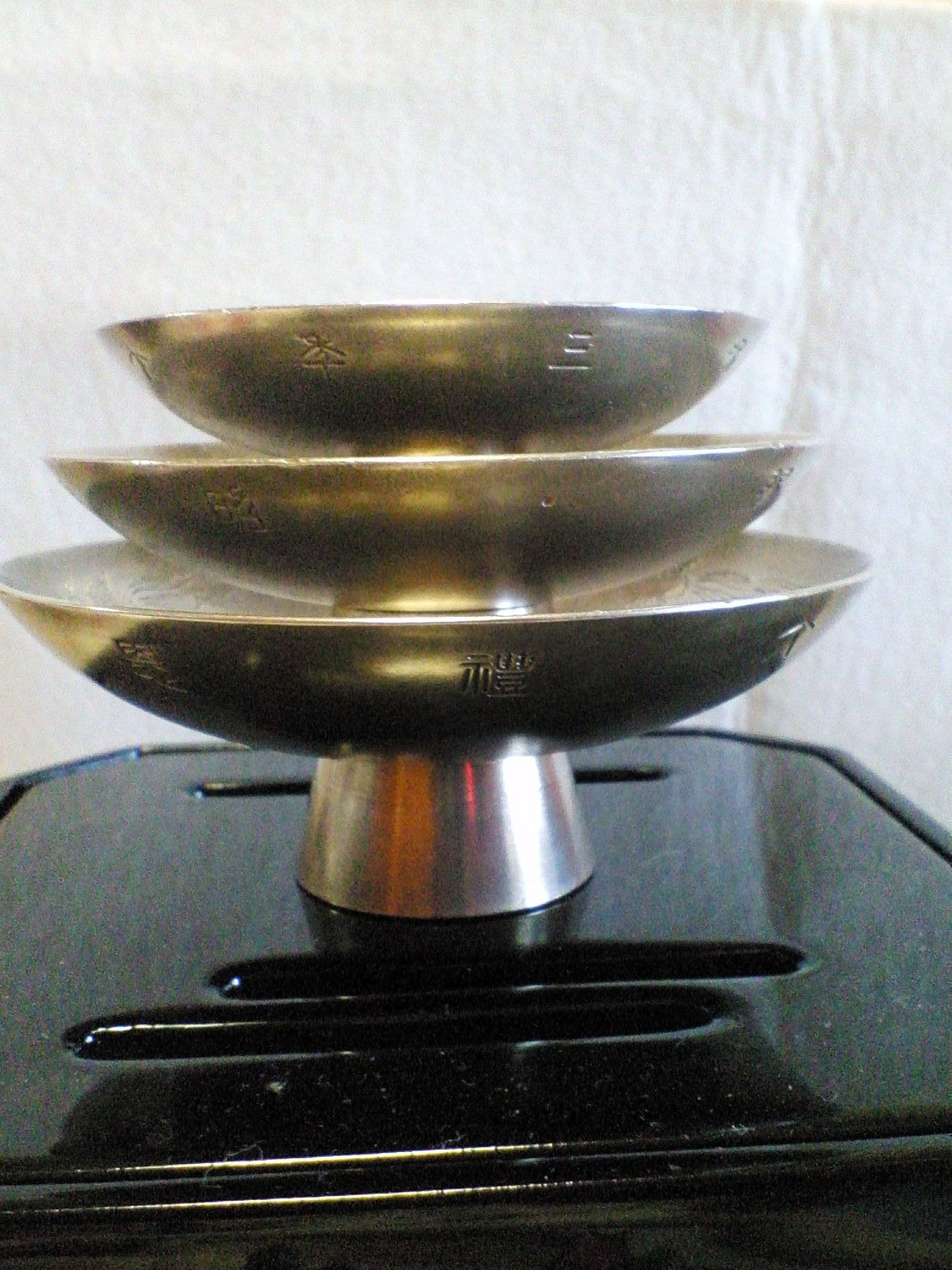

備考
先代の大正天皇の際と同様に、大礼記念の表彰として「大礼記念章」が制定された（昭和3年8月1日勅令第188号「大礼記念章制定ノ件」第1条）。授与対象は践祚の式（同第3条1号）並びに即位の大礼及び大嘗祭（同2号）に招かれた者、在所各地に於いて餐餌を賜った者（同3号）、大礼の事務及び伴う要務に関与した者（同4号）であった。
なお、現在の阪急京都本線の前身である新京阪鉄道と、近鉄京都線の前身である奈良電気鉄道は、この昭和天皇即位大典に間に合わせるようにして、それぞれ暫定開業している。
マスコミ関連では、1925年（大正14年）から開始されたラジオ放送で中継が実施されたが、行列を直視しながらの実況は禁止されていたので、音とスケジュールだけを頼りに実況した。紫宸殿での式典の際には、新聞などマスコミ関係者はすべて建礼門の外に締め出された。唯一、陸軍参謀本部陸地測量部が内部の様子を撮影しており、そのフィルムが後年公開された。
各新聞は京都で撮影された写真を東京の本社にファクシミリ（当時は「写真電送機」と呼んでいた）で送信し、その写真が掲載された号外をその日のうちに発行することができたという。これによって、日本製のファクシミリの技術が大きく進歩するきっかけとなった。
1929年（昭和4年）5月4日-5日、宮城内旧三の丸覆馬場及び済寧館において御大礼記念天覧武道大会が開催され、武道史上最大の催事となった。

## 平成の即位の礼

萬歳旛

第125代天皇明仁の即位の礼・大嘗祭を巡る儀式は、1990年（平成2年）1月23日の期日奉告の儀から始まり、1年間に渉り関連行事が行われた。
政府は国事行為「即位の礼」として、新天皇が即位を内外に宣明する「即位礼正殿の儀」、新天皇・皇后のオープンカーパレードである「祝賀御列（おんれつ）の儀」、即位の礼の祝宴「饗宴の儀」の3儀式を行うことを決定した。
即位の礼にあたり、式典の警備・要人警護には先帝・昭和天皇の大喪の礼での3万2000人を大きく上回る3万7000人の皇宮護衛官、警察官が動員され徹底した検問などが行われた。この警備の特別予算は54億円に上ったとされる。高御座の輸送に当たっては、過激派テロリストによる妨害を防ぐため、陸上自衛隊のヘリコプター（CH-47J）で隠密に行われた。
饗宴の儀は、宮殿豊明殿で11月12日から行われ、15日迄計7回、延べ3,500人の賓客が招かれた。
なお、平成2年(1990年)11月12日は「即位礼正殿の儀の行われる日を休日とする法律」により休日とされたが、次代の令和の即位の礼（後述）とは異なり祝日扱いとはされなかった。
NHKが中継した「即位の礼・正殿の儀」（12時20分から1時間40分放送）は、平均視聴率31.9%（ビデオリサーチ・関東地区調べ）を記録した。

即位の礼
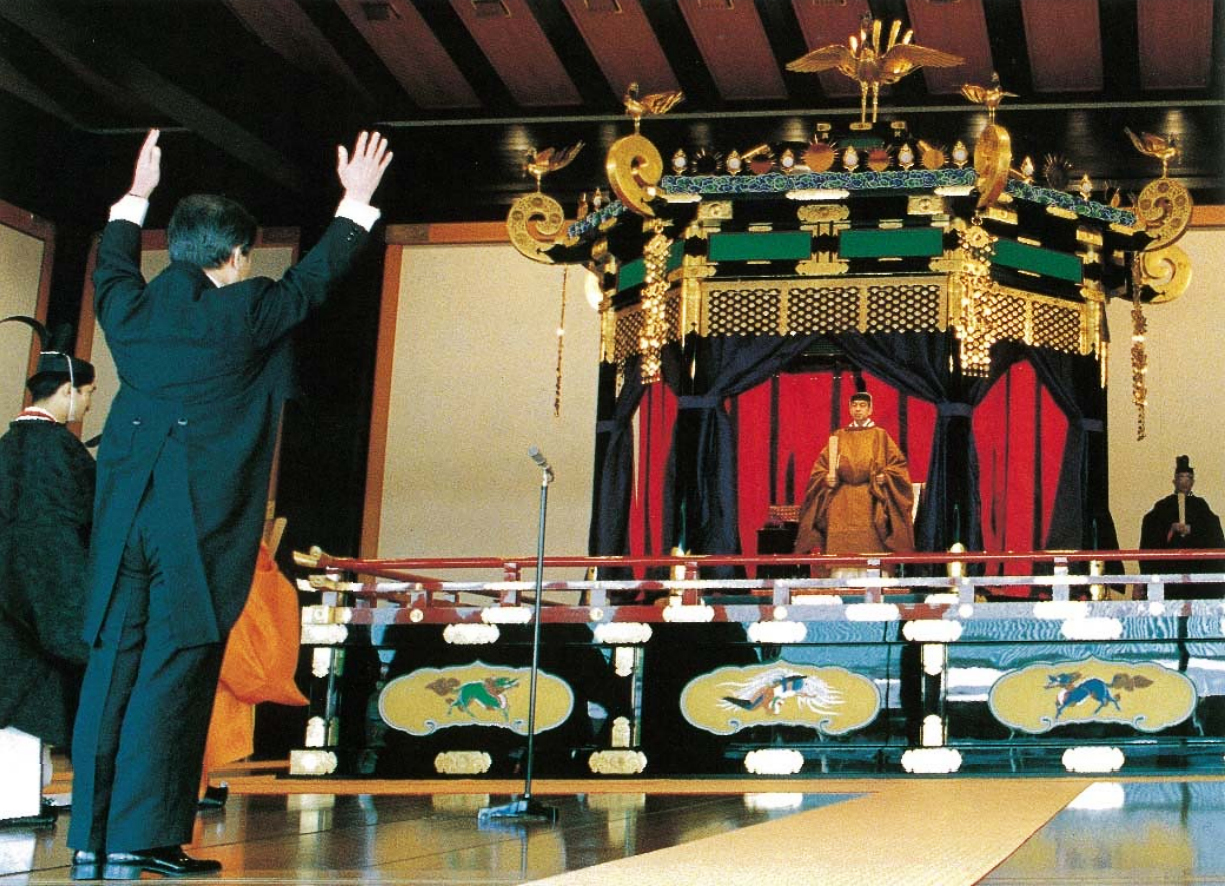
即位礼正殿の儀
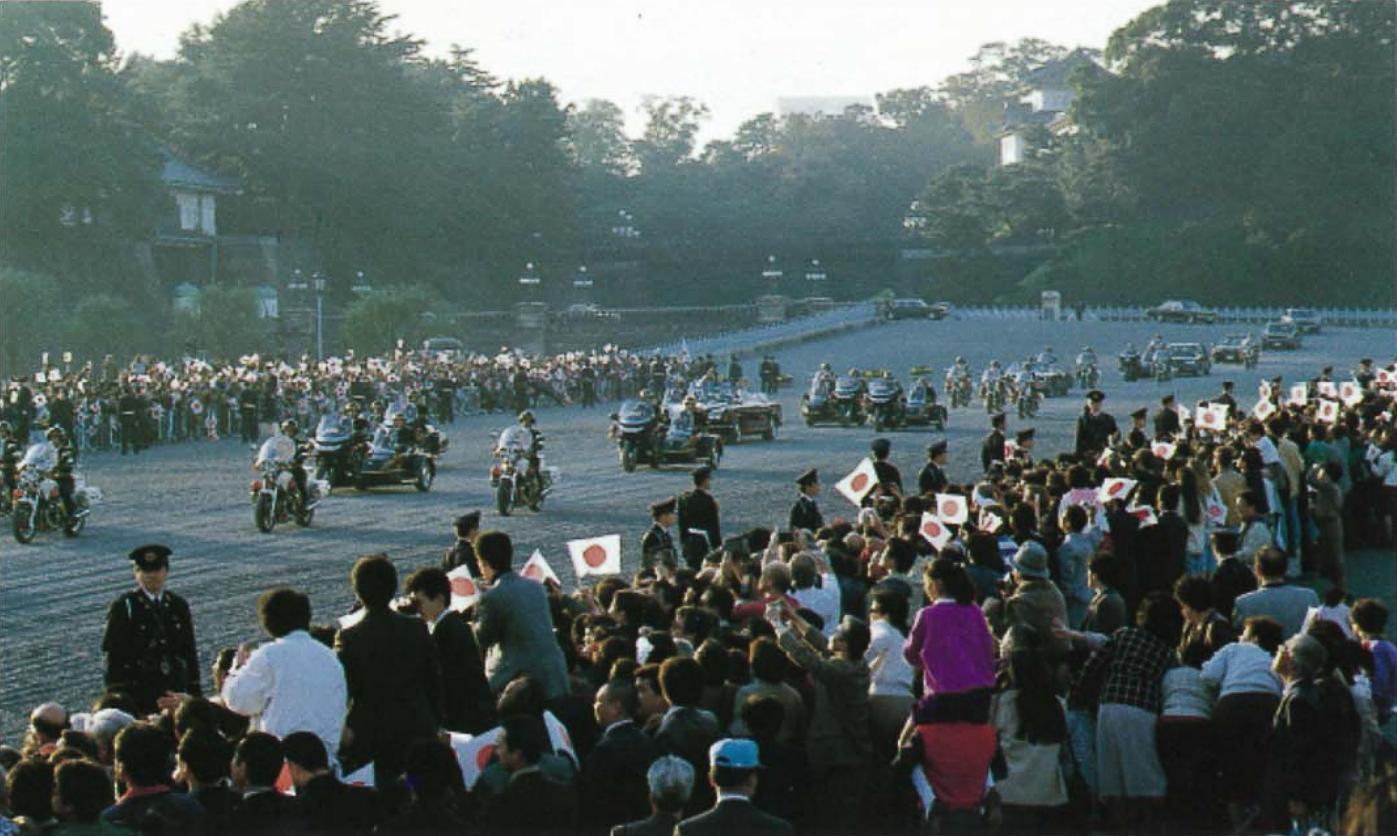
祝賀御列の儀
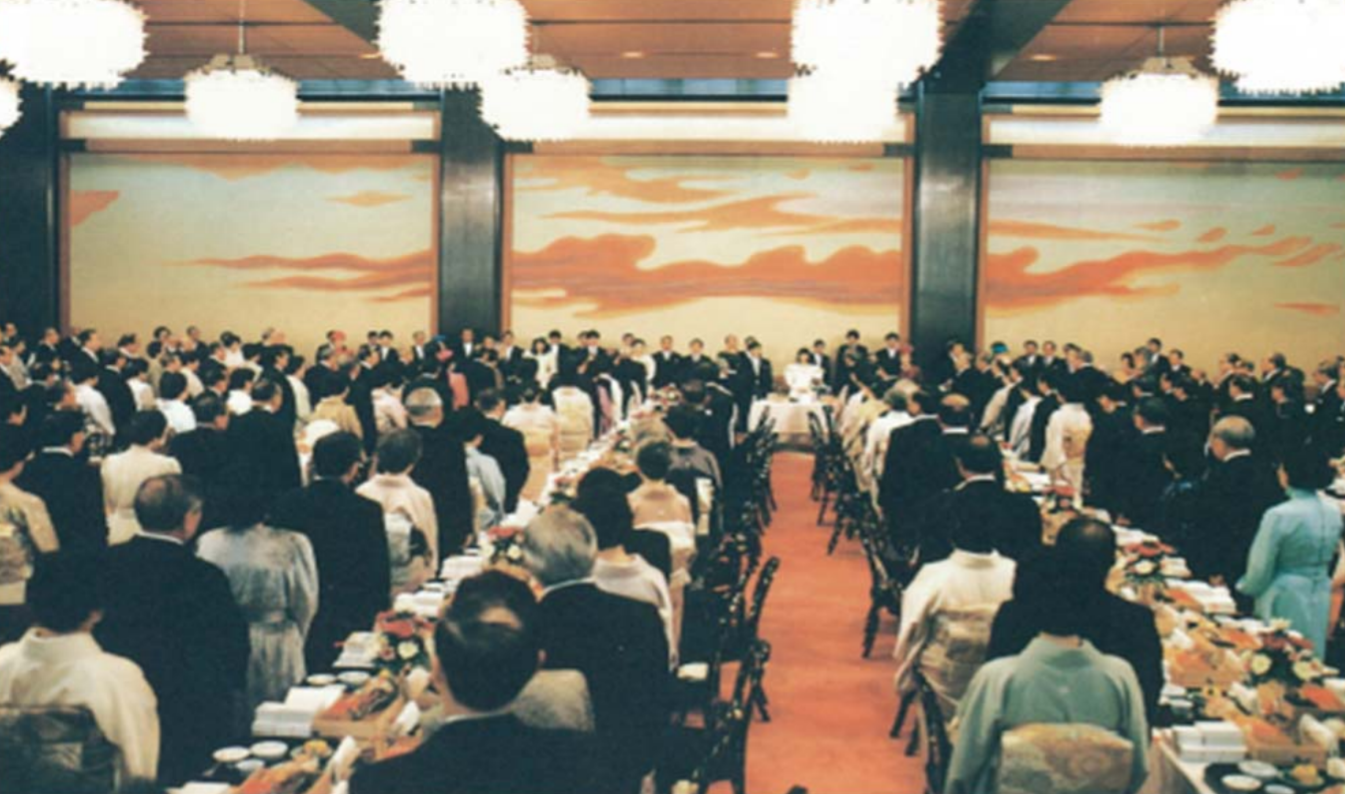
饗宴の儀
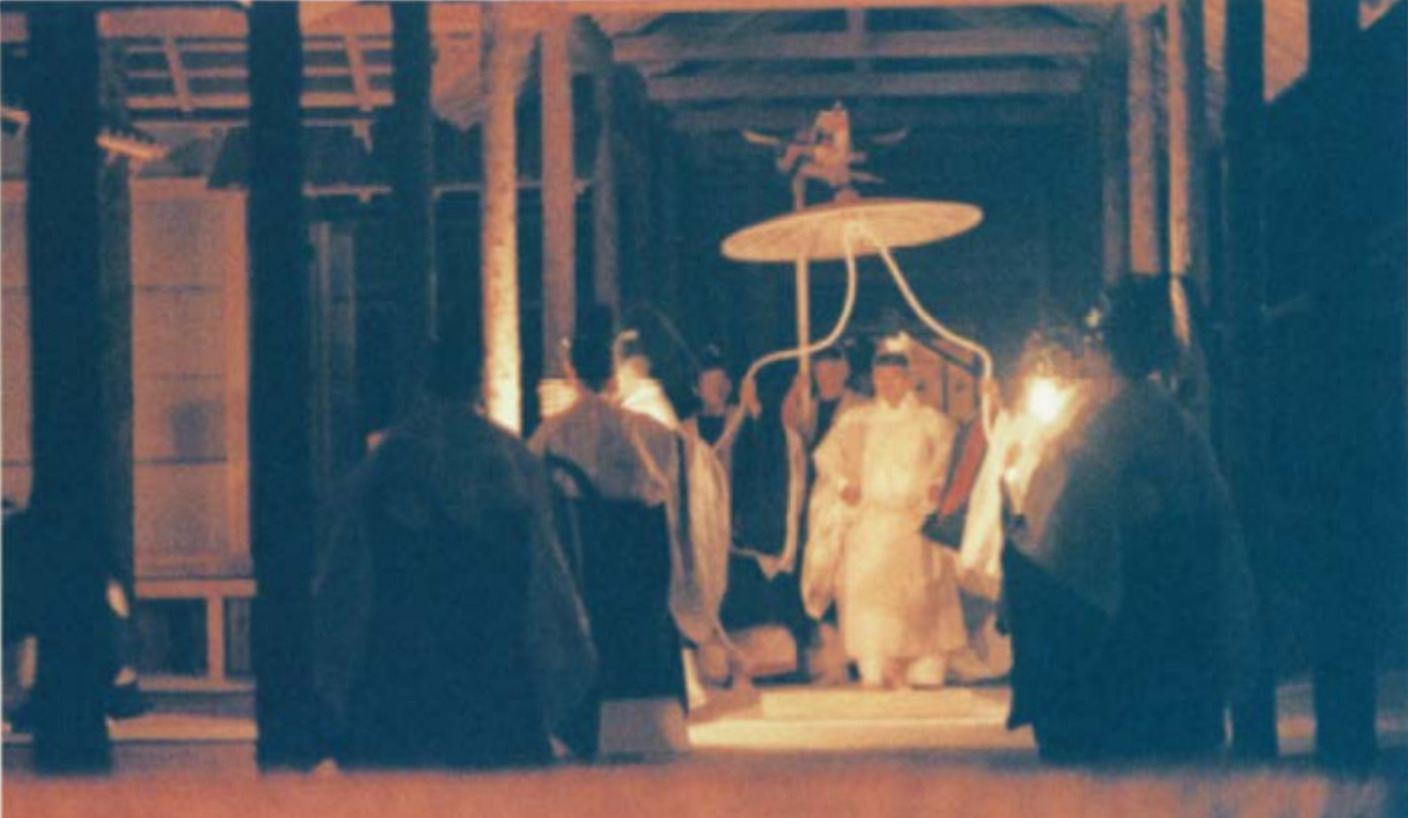
1990年(平成2年)、大嘗祭

即位礼正殿の儀での「おことば」
さきに、日本国憲法及び皇室典範の定めるところによって皇位を継承しましたが、ここに即位礼正殿の儀を行い、即位を内外に宣明いたします。
このときに当り、改めて、御父昭和天皇の六十余年にわたる御在位の間、いかなるときも、国民と苦楽を共にされた御心を心として、常に国民の幸福を願いつつ、日本国憲法を遵守し、日本国及び日本国民統合の象徴としてのつとめを果たすことを誓い、国民の叡智とたゆみない努力によって、我が国が一層の発展を遂げ、国際社会の友好と平和、人類の福祉と繁栄に寄与することを切に希望いたします。
海部内閣総理大臣の寿詞
| 1990年（平成2年）、即位礼正殿の儀に際して明仁と美智子 |  | 1990年（平成2年）、即位礼正殿の儀に際して明仁と美智子 |
| 1990年（平成2年）、即位礼正殿の儀に際して明仁と美智子 |  |                                                       |

用語
賢所大前の儀及皇霊殿・神殿に奉告の儀
天皇が賢所・皇霊殿・神殿（合わせて宮中三殿と呼ぶ）に祀られている天照大神・天神地祇・歴代の天皇に即位の礼を行うことを告げる（神々に告げることを奉告という）儀式
斎田（さいでん）
大嘗祭の使用する新穀を作る田。田の選定は古代から亀卜（きぼく）により、京都以東以南の地方から選ばれる「悠紀田（ゆきでん）」と、京都以西以北の地方から選ばれる「主基田（すきでん）」の2つが定められる。
前四代天皇陵
上皇明仁の前四代天皇は孝明天皇、明治天皇、大正天皇、昭和天皇。
- 孝明天皇陵 後月輪東山陵（京都府京都市東山区今熊野字泉山）
- 明治天皇陵 伏見桃山陵（京都府京都市伏見区桃山町古城山）
- 大正天皇陵 多摩陵（東京都八王子市長房町）
- 昭和天皇陵 武蔵野陵（東京都八王子市長房町）

即位の礼に参列した各国要人
当時は東西ドイツが統一し、ソ連も冷戦の終結に向けて模索していた一方で中東地域の情勢が緊迫化していたことから、これらの地域を巡る即位の礼に併せての外交も東京において活発に行われた。
- 国家元首級：70カ国
- 皇室・王室：20カ国
- 副大統領級：15カ国
- 首相級：20カ国
- 閣僚級：35カ国

| アジア - イスラエル：ヘルツォグ大統領夫妻 - インド：ベンカタラマン大統領 - インドネシア：スハルト大統領 - トルコ：オザル大統領 - パキスタン：カーン大統領夫妻 - バングラデシュ：エルシャド大統領夫妻 - フィリピン：アキノ大統領 - ブータン：ジグミ・シンゲ・ワンチュク国王 - ブルネイ：ハサナル・ボルキア国王 - マレーシア：アズラン・シャー国王・王妃 - モルディブ：マウムーン・アブドル・ガユーム大統領夫妻 - モンゴル：オチルバト大統領夫妻 - アラブ首長国連邦：ムハンマド殿下 - 韓国：姜英勲首相 - クウェート：ナーセル殿下 （当時イラクによって占領されていた為、亡命政権によって派遣される） - サウディ・アラビア：ナワーフ殿下 - シンガポール：リー・クアンユー首相 - スリランカ：ウィジェートゥンガ首相 - タイ：ワチラーロンコーン皇太子 - 台湾：蔣孝武駐日代表 - 中国：呉学謙国務院副総理 - ネパール：ディペンドラ皇太子及び王弟ギャネンドラ・同妃 - ベトナム：グエン・フー・ト国家評議会副議長 - ミャンマー：ター・トゥン法務長官夫妻 - ラオス：プーン閣僚評議会副議長夫妻 - レバノン：エリアス・ヘラウィ大統領夫人 | ヨーロッパ・北アメリカ - アイスランド：フィンボガドッティル大統領 - アイルランド：ヒラリー大統領夫妻 - イタリア：スパドリーニ上院議長 - オーストリア：ワルトハイム大統領夫妻 - キプロス：バシリュウ大統領夫妻 - スウェーデン：カール16世グスタフ国王・シルヴィア王妃 - デンマーク：マルグレーテ2世女王・ヘンリク王配 - ドイツ：ワイツゼッカー大統領夫妻 - ハンガリー：ゲンツ大統領 - フィンランド：コイビスト大統領夫妻 - ブルガリア：ジェーレフ大統領夫妻 - ベルギー：ボードゥアン国王・ファビオラ王妃 席次No.1であった - ポルトガル：ソアレス大統領夫妻 - マルタ：タポーネ大統領夫妻 - ユーゴスラビア：ヨビッチ連邦幹部会議長夫妻 - ルーマニア：イリエスク大統領 - ルクセンブルク：ジャン大公・ジョセフィーヌ＝シャルロット大公妃 - アメリカ合衆国：ダン・クエール副大統領 - イギリス：ウェールズ大公チャールズ皇太子・ダイアナ皇太子妃 - オランダ：オラニエ公ウィレム＝アレクサンダー皇太子 - カナダ：ナティシャン総督 - ギリシャ：ミツォタキス首相夫妻 - ソビエト連邦：アナトリー・ルキヤノフ最高会議議長夫妻 - チェコスロバキア：ドゥプチェク連邦議会議長 - フランス：ロカール首相夫妻 - ポーランド：コザエキビッチ下院議長夫妻 |
| ラテンアメリカ - アルゼンチン：メネム大統領 - エクアドル：パロディ副大統領夫妻 - エルサルバドル：クリスティアーニ大統領夫妻 - ガイアナ：ホイト大統領夫妻 - グアテマラ：リベラ外相夫妻 - コスタリカ：カルデロン大統領夫妻 - コロンビア：ハラミージョ副大統領夫妻 - ジャマイカ：マンレイ首相 - チリ：シルバ・シマ外相 - ドミニカ国：シグノレット大統領 - パナマ：エンダラ大統領夫妻 - パラグアイ：ロドリゲス大統領夫妻 - ブラジル：コロール大統領夫妻 - ボリビア：パス・サモラ大統領 - ホンジュラス：カジェハス大統領夫妻 - ウルグアイ：トマシーノ最高裁判所長官夫妻 - セントクリストファーネイビス：アリンデール総督夫妻 - ドミニカ共和国：モラレス副大統領夫妻 - トリニダード・トバゴ：ダス大使夫妻 - ニカラグア：トレホス最高裁判所長官夫妻 - ハイチ：ラトルチュー外相夫妻 - バハマ：メイナード副首相夫妻 - ベネズエラ：モラレス国会議長夫妻 - ペルー：マルチャン外相夫妻 - ベリーズ：ゴードン総督 - メキシコ：サリーナス大統領夫人                                                                                          | オセアニア - キリバス：タバイ大統領夫妻 - ナウル：ドウィヨゴ大統領夫妻 - 西サモア：マリエトア・タヌマフィリ2世国家元首 - フィジー：ガニラウ大統領夫妻 - マーシャル諸島：カブア大統領夫妻 - ミクロネシア連邦：ハグレルガム大統領夫妻 - オーストラリア：ヘイドン総督夫妻 - ソロモン諸島：レピン総督夫妻 - ニュージーランド：リーブス総督夫妻 - パプアニューギニア：エリ総督夫妻 |
| アフリカ - カメルーン：ビヤ大統領夫妻 - ガンビア：ジャワラ大統領 - ケニア：モイ大統領 - ザンビア：カウンダ大統領 - ジブチ：グレド大統領 - セネガル：ディウフ大統領 - 中央アフリカ共和国：コリンバ大統領夫妻 - トーゴ：エヤデマ大統領夫妻 - ボツワナ：マシーレ大統領夫妻 - スワジランド：デイビッド殿下(駐韓国大使)及び妃殿下 - マリ共和国：トラオレ大統領夫妻 - モロッコ：ラシド殿下(第2王子) - アルジェリア：ベンハビレス憲法評議会議長夫妻 - ギニア：トラオレ外相 - ナミビア：グリラブ外相夫妻 - ニジェール：ムタリ国民会議議長夫妻 - ブルンジ：ムボニンパ外相 - 南アフリカ共和国：クーン総領事夫妻 - スーダン共和国：バシール革命評議会議長 | 国際機関 - 国際連合：ハビエル・ペレス・デ・クエヤル事務総長 - ヨーロッパ共同体：アンドリーセン副委員長夫妻 |

招待状を送付したが各国の事情により参列しなかった国
- 東ドイツ：東西ドイツ統一により消滅。
- イラク：クウェート侵攻により、宮内庁・外務省側からの一方的な取り消し通告。
- カンボジア：内乱継続中のため。

開催地
近代に入ってからの天皇3代の明治天皇・大正天皇・昭和天皇においても、正式な高御座が常設されている京都御所に於いて「即位の礼」が行われていた（※厳密にいえば、高御座は即位および大嘗祭後の節会だけのもので、近世には通常は紫宸殿には白い帳のかかった四角い御帳台－大正以降の即位礼で皇后が使用するものとは同名異物－が置かれていた。また戦前の古写真でも紫宸殿内に帳台がおかれた写真があり、高御座が常設されるようになったのは比較的近年のことのようである－といっても半世紀以上は経つが）。
1989年（平成元年）、明仁天皇の代には即位の礼・大嘗祭の開催地を巡り、「東京都」と「京都府」で議論となったが、最終的に東京都千代田区の皇居内で開催された。これには時代の変遷により止むを得なかった事情がある。前3代と異なり、平成の天皇即位の礼（即位礼正殿の儀）においては、一連の式典に外国の要人も多数参列し、京都に比べ東京のほうが警備がしやすく、かつその費用も抑えられた。当時はまだ関西国際空港が建設中で、京都迎賓館もなく、関西では要人の大規模な受け入れ態勢が十分には整っていなかったのである。
専門家による「伝統を守るべき」との主張もあり、京都側は京都商工会議所が懇談会を設置する等、京都での開催が多方面から主張された。また、平安京以来1000年余に渡り“天皇”の存在が当たり前だっただけに、京都近辺の市民の落胆ぶりは大きかったといわれる。そういった事情への配慮もあり、皇居での「即位の礼」関連行事をほぼ終え、三重県伊勢市の伊勢の神宮内宮や奈良県橿原市の神武天皇陵に親謁し、先帝四代の陵のうち京都府京都市にある孝明天皇陵（東山区）・明治天皇陵（伏見区）に親謁に伴い、同市上京区にある京都御所において各地方公共団体の首長や関西経済同友会など近畿地方の各種団体の代表、経済界の首脳陣らを招いて大規模な茶会が催された。

## 令和の即位の礼
第126代天皇徳仁は、2019年（令和元年）5月1日に即位した。これに先立つ2018年（平成30年）3月、政府は天皇退位特例法の成立を受けて、以下の5つの儀式を新天皇の国事行為たる即位の礼として指定した。
1. 剣璽等承継の儀（けんじとうしょうけいのぎ）
2019年（令和元年）5月1日10時30分から[35]10分程度〔宮殿 正殿〕
2. 即位後朝見の儀（そくいごちょうけんのぎ）
同日11時10分から[35]10分程度〔宮殿 正殿〕
3. 即位礼正殿の儀（そくいれいせいでんのぎ）
2019年（令和元年）10月22日午後1時から[36]〔宮殿〕
4. 饗宴の儀（きょうえんのぎ）
10月22日、25日、29日、31日〔宮殿 豊明殿・長和殿〕
5. 祝賀御列の儀（しゅくがおんれつのぎ）
11月10日午後3時から[注釈 8]〔宮殿 - 赤坂御所〕

令和の即位の礼
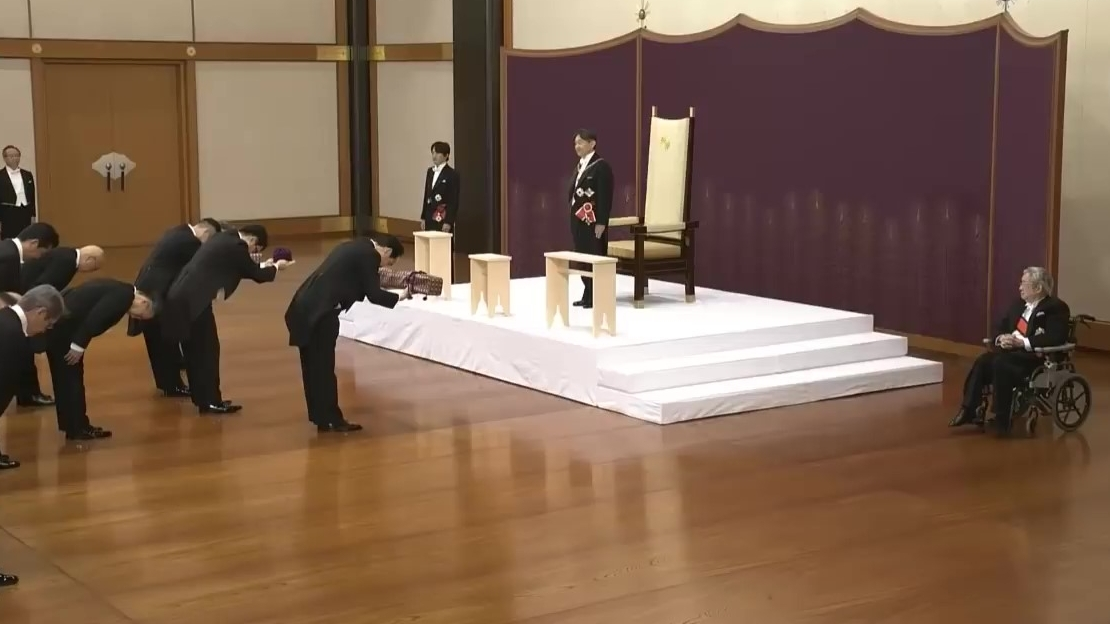
剣璽等承継の儀
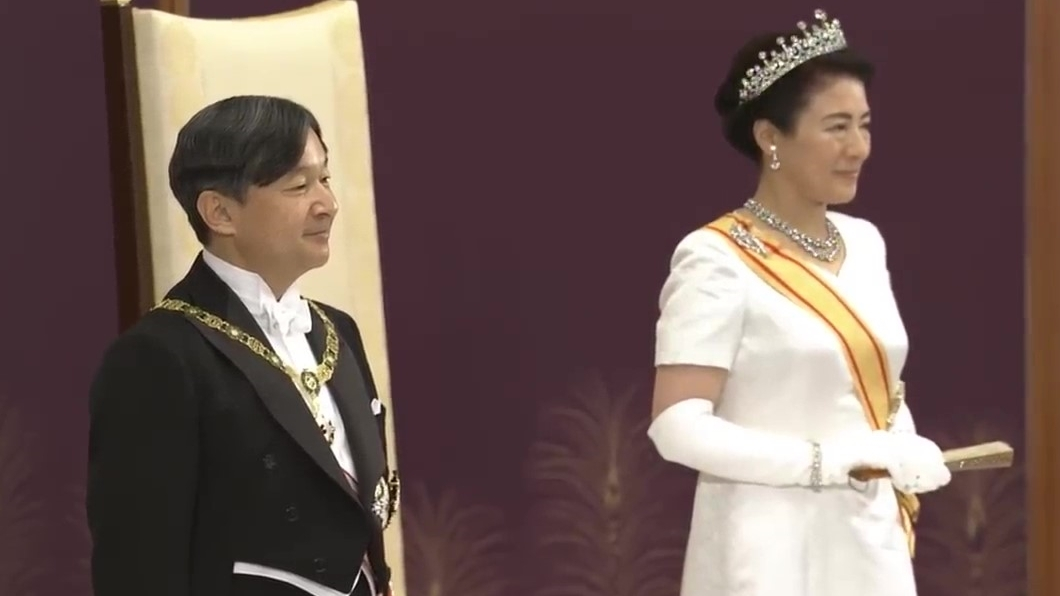
即位後朝見の儀
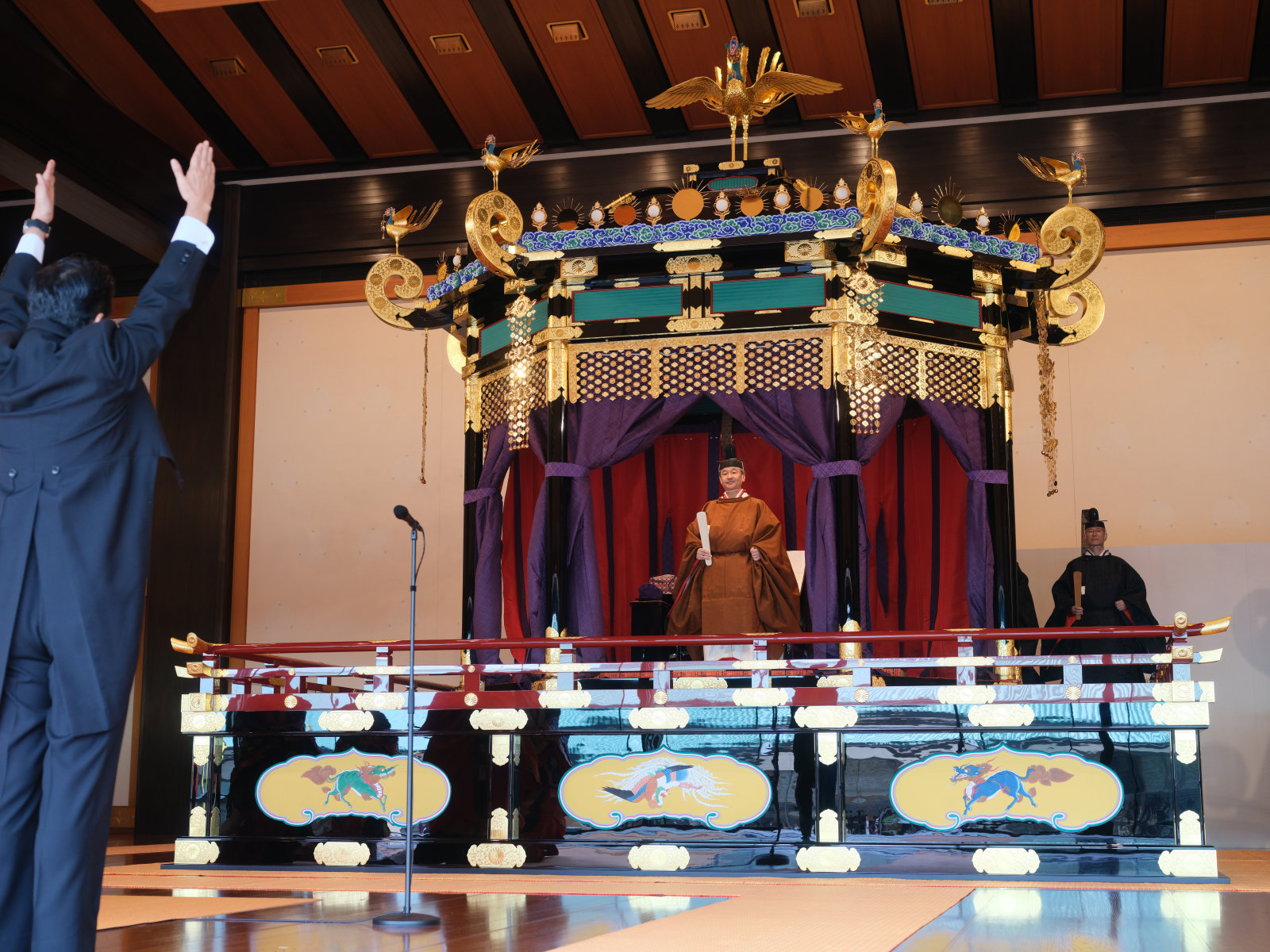
即位礼正殿の儀
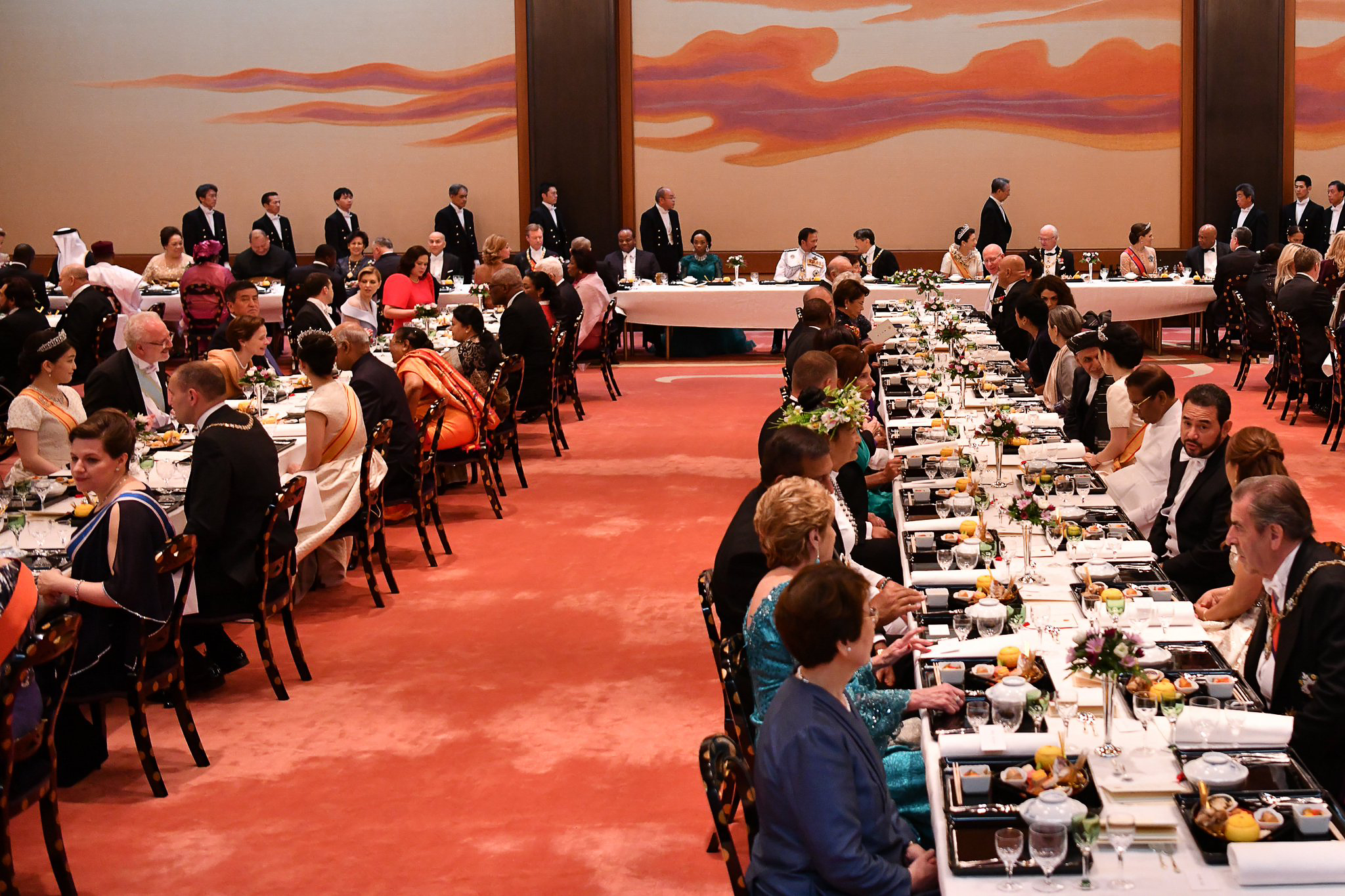
饗宴の儀
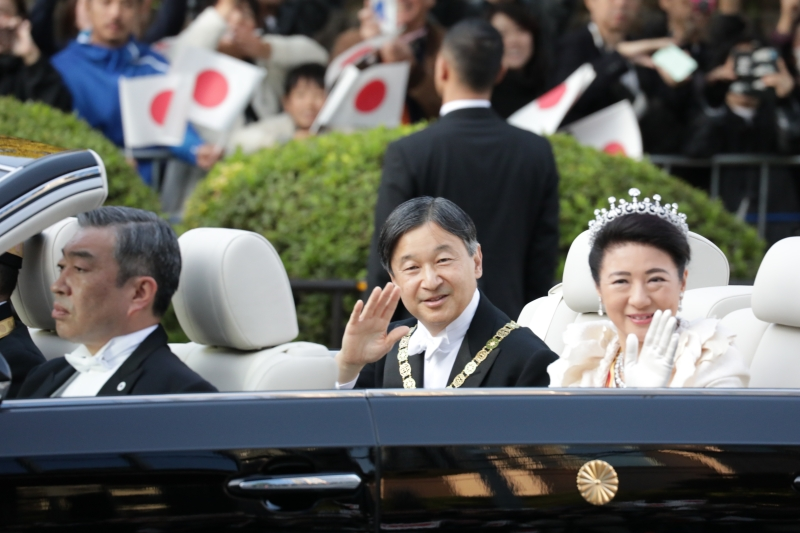
祝賀御列の儀

この他、皇室行事として「大嘗祭」（だいじょうさい）の中心儀式である「大嘗宮の儀」（だいじょうきゅうのぎ）が11月14日から15日にかけて行われた。
「天皇の即位の日及び即位礼正殿の儀の行われる日を休日とする法律（平成30年法律第99号）」により、即位の日である2019年（令和元年）5月1日と即位礼正殿の儀の行われる日である10月22日が祝日扱いの休日となった。祝日法により5月1日の前後、即ち4月30日と5月2日も国民の休日となるため、2019年のゴールデンウィークは10連休となる企業・学校もあった。

### 即位礼正殿の儀
儀式は基本的に平成時の例を踏襲したが、天皇の出御の際の動線や参列者の座席についてなどの変更点があった。また、当日は台風20号から変わった低気圧の影響で雨天であったため、中庭の庭上参役者を減らして屋内に配置するなど「雨儀」の仕様となった。
儀式の模様はNHK及び民放各テレビ・ラジオ局にて生放送された他、YouTube Liveやニコニコ生放送などでライブストリーミング配信も行われた。NHKの午後1～2時の平均視聴率は22・8%（ビデオリサーチ調べ、関東地区）、ネット配信の視聴者数（アーカイブ含む）は、YouTube Live首相官邸公式アカウントで121万人、ニコ生で21万人に達した。

### 出席した国・地域・機関
政府は、日本が国家として承認している195か国の元首などを招待することを決定した。参加した国、地域および機関は以下の通りである。
| 国名                             | 出席者                                                               | 肩書                                         |
| 国王・国家元首級                 | 国王・国家元首級                                                     | 国王・国家元首級                             |
| -------------------------------- | -------------------------------------------------------------------- | -------------------------------------------- |
| ブルネイ                         | ハサナル・ボルキア アブドゥル・マティーン                            | 国王 王子                                    |
| スウェーデン                     | カール16世グスタフ ヴィクトリア                                      | 国王 王太子                                  |
| カタール                         | タミーム・ビン・ハマド・アール＝サーニー                             | 首長                                         |
| エスワティニ                     | ムスワティ3世                                                        | 国王                                         |
| レソト                           | レツィエ3世 マセナテ・モハト・セーイソ                               | 国王 王妃                                    |
| ルクセンブルク                   | アンリ                                                               | 大公                                         |
| カンボジア                       | ノロドム・シハモニ ノロドム・アルンラスミー                          | 国王 王妹                                    |
| モナコ                           | アルベール2世                                                        | 大公                                         |
| ブータン                         | ジグミ・ケサル・ナムゲル・ワンチュク ジェツン・ペマ・ワンチュク      | 国王 王妃                                    |
| トンガ                           | トゥポウ6世 ナナシパウウ・トゥクアホ                                 | 国王 王妃                                    |
| オランダ                         | ウィレム＝アレクサンダー マクシマ                                    | 国王 王妃                                    |
| ベルギー                         | フィリップ マティルド                                                | 国王 王妃                                    |
| スペイン                         | フェリペ6世 レティシア                                               | 国王 王妃                                    |
| サモア                           | ヴァアレトア・スアラウヴィ2世 マシオフォ・ファアマウシリ・レイナフォ | 国家元首 国家元首夫人                        |
| マレーシア                       | アブドゥラ トゥンク・アジザ                                          | 国王 王妃                                    |
| アンティグア・バーブーダ         | ロドニー・ウィリアムス                                               | 総督                                         |
| オーストラリア                   | デヴィッド・ハーレイ リンダ・マクマーティン                          | 総督 総督夫人                                |
| セントビンセント・グレナディーン | スーザン・ドゥーガン                                                 | 総督                                         |
| ソロモン諸島                     | デヴィッド・ヴナギ メアリー・ヴナギ                                  | 総督 総督夫人                                |
| ニュージーランド                 | パツィー・レディ デイヴィッド・ガスコイン                            | 総督 総督配偶者                              |
| パプアニューギニア               | ボブ・ダダイ                                                         | 総督                                         |
| バルバドス                       | サンドラ・メイソン                                                   | 総督                                         |
| ベリーズ                         | コルヴィル・ヤング                                                   | 総督                                         |
| クック諸島                       | トム・マースターズ トゥアイネ・マースターズ                          | 女王名代 女王名代夫人                        |
| アイスランド                     | グズニ・ヨハンネソン                                                 | 大統領                                       |
| アフガニスタン                   | アシュラフ・ガニー                                                   | 大統領                                       |
| アルバニア                       | イリール・メタ                                                       | 大統領                                       |
| アルメニア                       | アルメン・サルキシャン ヌネ・サルキシャン                            | 大統領 大統領夫人                            |
| インド                           | ラーム・ナート・コーヴィンド サヴィータ・コーヴィンド                | 大統領 大統領夫人                            |
| ウクライナ                       | ウォロディミル・ゼレンスキー                                         | 大統領                                       |
| エストニア                       | ケルスティ・カリユライド                                             | 大統領                                       |
| オーストリア                     | アレクサンダー・ファン・デア・ベレン                                 | 大統領                                       |
| カーボベルデ                     | ジョルジェ・カルロス・フォンセカ                                     | 大統領                                       |
| キルギス                         | ソーロンバイ・ジェーンベコフ                                         | 大統領                                       |
| グアテマラ                       | ジミー・モラレス                                                     | 大統領                                       |
| ケニア                           | ウフル・ケニヤッタ マーガレット・ケニヤッタ                          | 大統領 大統領夫人                            |
| コートジボワール                 | アラサン・ワタラ                                                     | 大統領                                       |
| コソボ                           | ハシム・サチ                                                         | 大統領                                       |
| コモロ                           | アザリ・アスマニ                                                     | 大統領                                       |
| ジョージア                       | サロメ・ズラビシュヴィリ                                             | 大統領                                       |
| シンガポール                     | ハリマ・ヤコブ モハンマド・アブドラ・アルハブシー                    | 大統領 大統領配偶者                          |
| スリランカ                       | マイトリーパーラ・シリセーナ ジャヤンティ・プシュパ・クマリ          | 大統領 大統領夫人                            |
| スロバキア                       | ズザナ・チャプトヴァー                                               | 大統領                                       |
| スロベニア                       | ボルト・パホル                                                       | 大統領                                       |
| ドイツ                           | フランク＝ヴァルター・シュタインマイヤー エルケ・ビューデンベンガー  | 大統領 大統領夫人                            |
| トーゴ                           | フォール・ニャシンベ                                                 | 大統領                                       |
| トルクメニスタン                 | グルバングル・ベルディムハメドフ                                     | 大統領                                       |
| ナウル                           | ライノル・エニミア                                                   | 大統領                                       |
| ニジェール                       | マハマドゥ・イスフ                                                   | 大統領                                       |
| ネパール                         | ビドヤ・デビ・バンダリ                                               | 大統領                                       |
| パキスタン                       | アリフ・アルヴィ サミナ・アルヴィ                                    | 大統領 大統領夫人                            |
| パナマ                           | ラウレンティノ・コルティソ ヤズミン・コロン・デ・コルティソ          | 大統領 大統領夫人                            |
| パラオ                           | トミー・レメンゲサウ                                                 | 大統領                                       |
| パレスチナ                       | マフムード・アッバース                                               | 大統領                                       |
| ハンガリー                       | アーデル・ヤーノシュ                                                 | 大統領                                       |
| バングラデシュ                   | アブドゥル・ハーミド ラシダ・ハーミド                                | 大統領 大統領夫人                            |
| フィジー                         | ジオジ・コンロテ サロテ・ファガ・コンロテ                            | 大統領 大統領夫人                            |
| フィリピン                       | ロドリゴ・ドゥテルテ                                                 | 大統領                                       |
| フィンランド                     | サウリ・ニーニスト イェンニ・ハウキオ                                | 大統領 大統領夫人                            |
| ブラジル                         | ジャイール・ボルソナーロ                                             | 大統領                                       |
| ブルガリア                       | ルメン・ラデフ                                                       | 大統領                                       |
| ベナン                           | パトリス・タロン                                                     | 大統領                                       |
| ボスニア・ヘルツェゴビナ         | ジェリコ・コムシッチ                                                 | 大統領評議会議長                             |
| マーシャル諸島                   | ヒルダ・ハイネ トミー・キジナー                                      | 大統領 大統領配偶者                          |
| マルタ                           | ジョージ・ヴェラ ミリアム・グリマ                                    | 大統領 大統領夫人                            |
| ミクロネシア連邦                 | デヴィッド・パヌエロ パトリシア・エドウィン                          | 大統領 大統領夫人                            |
| モルディブ                       | イブラヒム・モハメド・ソリ ファズナ・アハメド                        | 大統領 大統領夫人                            |
| モルドバ                         | イゴル・ドドン                                                       | 大統領                                       |
| モンテネグロ                     | ミロ・ジュカノヴィチ リディヤ・クッチ                                | 大統領 大統領夫人                            |
| ラトビア                         | エギルス・レヴィッツ                                                 | 大統領                                       |
| リトアニア                       | ギタナス・ナウセダ ディアナ・ネパイテ＝ナウセディエネ                | 大統領 大統領夫人                            |
| ルーマニア                       | クラウス・ヨハニス                                                   | 大統領                                       |
| 王太子・副大統領・首相級         |                                                                      |                                              |
| 中国                             | 王岐山                                                               | 国家副主席                                   |
| 香港                             | 林鄭月娥                                                             | 行政長官                                     |
| マカオ                           | 崔世安                                                               | 行政長官                                     |
| アイルランド                     | デニス・オドノバン                                                   | 上院議長 議長夫人                            |
| イギリス                         | チャールズ                                                           | 王太子                                       |
| デンマーク                       | フレデリック メアリー                                                | 王太子 王太子妃                              |
| ノルウェー                       | ホーコン                                                             | 王太子                                       |
| バーレーン                       | サルマン                                                             | 王太子                                       |
| ヨルダン                         | フセイン                                                             | 王太子                                       |
| リヒテンシュタイン               | アロイス                                                             | 公世子                                       |
| アルゼンチン                     | ガブリエラ・ミケティ                                                 | 副大統領                                     |
| インドネシア                     | マールフ・アミン ウーリー・エツ・ハンダヤニ                          | 副大統領 副大統領夫人                        |
| エルサルバドル                   | フェリックス・ウジョア                                               | 副大統領                                     |
| セーシェル                       | ヴィンセント・メリトン                                               | 副大統領                                     |
| キューバ                         | ロベルト・モラレス・オヘダ                                           | 副大統領                                     |
| パラグアイ                       | ウーゴ・ベラスケス                                                   | 副大統領                                     |
| ラオス                           | パンカーム・ビパバン シチャン・ビパバン                              | 国家副主席 国家副主席夫人                    |
| カメルーン                       | ジョセフ・ディオン・ングテ                                           | 首相                                         |
| 韓国                             | 李洛淵                                                               | 首相                                         |
| シエラレオネ                     | アバス・ブンドゥ                                                     | 国会議長                                     |
| ジブチ                           | アブドゥルカデル・カミル・モハメッド                                 | 首相                                         |
| ジャマイカ                       | タバレス＝フィンソン                                                 | 上院議長                                     |
| セルビア                         | アナ・ブルナビッチ                                                   | 首相                                         |
| タイ                             | プラユット・チャンオチャ ナラポーン・チャンオチャ                    | 首相 首相夫人                                |
| チェコ                           | アンドレイ・バビシュ                                                 | 首相                                         |
| ベトナム                         | グエン・スアン・フック                                               | 首相                                         |
| ミャンマー                       | アウンサンスーチー                                                   | 国家顧問兼外相                               |
| モンゴル                         | ウフナーギーン・フレルスフ ボロルツェツェグ・フレルスフ              | 首相 首相夫人                                |
| アゼルバイジャン                 | オグタイ・アサドフ                                                   | 国会議長                                     |
| イタリア                         | マリア・エリザベッタ・アルベルティ・カゼッラーティ                   | 上院議長                                     |
| ウズベキスタン                   | タンジラ・ナルバーエバ                                               | 上院議長                                     |
| ガボン                           | フスタン・ブクビ                                                     | 国民議会議長                                 |
| ガンビア                         | マリアム・ジャック＝デントン                                         | 国民議会議長                                 |
| 赤道ギニア                       | ガウデンシオ・モハバ・メス                                           | 国民議会議長                                 |
| タジキスタン                     | マフマドサイド・ウバイドゥロエフ                                     | 上院議長                                     |
| マダガスカル                     | クリスティーヌ・ラザナマハソア                                       | 国民議会議長                                 |
| マリ                             | イッサカ・シディベ                                                   | 国民議会議長                                 |
| モザンビーク                     | ヴェロニカ・マカモ                                                   | 共和国議会議長                               |
| カナダ                           | リチャード・ワグナー キャサリン・マンデヴィル                        | 最高裁判所長官 長官夫人                      |
| 王族・閣僚級                     |                                                                      |                                              |
| アメリカ合衆国                   | 趙小蘭                                                               | 運輸長官                                     |
| アラブ首長国連邦                 | ハッザーア・ビン・ザーイド・アール＝ナヒヤーン                       | 王族、国家安全保障顧問相                     |
| アンゴラ                         | フレデリコ・カルドーゾ                                               | 大統領府文官長                               |
| アンドラ                         | マリア・ウバク・フォン                                               | 外務大臣 大臣配偶者                          |
| イラン                           | ラヤ・ジョネイデイ                                                   | 法務担当副大統領                             |
| ウガンダ                         | エフライム・カムントゥ                                               | 観光・野生動植物・遺跡大臣                   |
| ウルグアイ                       | ロドルフォ・ニン・ノバ                                               | 外務大臣                                     |
| エジプト                         | カレード・アル・アナニ                                               | 考古大臣                                     |
| オマーン                         | アスアド・ビン・ターリク・アル＝サイード                             | 王族、国際関係・協力担当副首相               |
| ガイアナ                         | ドーン・ヘイスティングス＝ウィリアムス                               | 大統領府付大臣                               |
| ギニア                           | サルーム・シセ                                                       | 国民議会第一副議長                           |
| ギリシャ                         | パナギオティス・ピクラメノス                                         | 副首相、元首相                               |
| キリバス                         | ルアテキ・テカイアラ                                                 | インフラ・持続可能エネルギー大臣             |
| クウェート                       | ナーセル・アッ＝サバーハ                                             | 王族、元首相                                 |
| クロアチア                       | ジェリコ・ライネル                                                   | 国会副議長                                   |
| コロンビア                       | カルロス・オルメス・トルヒージョ                                     | 外務大臣                                     |
| サウジアラビア                   | トゥルキ・ビン・モハメド                                             | 王族、王宮府顧問兼国務大臣                   |
| ザンビア                         | ジョセフ・マランジ                                                   | 外務大臣                                     |
| サンマリノ                       | ニコラ・レンツィ                                                     | 外務長官                                     |
| スイス                           | ヴィオラ・アムヘルト                                                 | 連邦参事                                     |
| セネガル                         | アマドゥ・ホットゥ                                                   | 経済・計画・協力大臣                         |
| セントクリストファー・ネイビス   | マーク・ブラントリー                                                 | 外務大臣                                     |
| ソマリア                         | アブドゥルカディル・アーメドキール・アブディ                         | 外務・国際協力閣外大臣                       |
| タンザニア                       | ジョージ・ムクチカ                                                   | 大統領府付公共サービス・行政機能強化担当大臣 |
| ツバル                           | サイモン・コフェ                                                     | 法務・通信・外務大臣                         |
| トルコ                           | メフメット・ヌリ・エルソイ                                           | 文化・観光大臣                               |
| ニカラグア                       | モンカダ・コリンドレス                                               | 外務大臣 大臣夫人                            |
| ハイチ                           | ボッシ・エドモン                                                     | 外務大臣                                     |
| バチカン                         | フランチェスコ・モンテリージ                                         | 枢機卿、名誉主席司祭                         |
| ブルンジ                         | エゼキエル・ニビギラ                                                 | 外務大臣                                     |
| ブルキナファソ                   | アルファ・バリー                                                     | 外務大臣                                     |
| ペルー                           | フランチェスコ・ペトロッツィ                                         | 文化大臣                                     |
| 南スーダン                       | クオル・マニャン・ジュック                                           | 国防・退役軍人担当大臣                       |
| メキシコ                         | オルガ・サンチェス・コルデロ                                         | 内務大臣                                     |
| モロッコ                         | ムーレイ・ラシード                                                   | 王族                                         |
| ロシア                           | イリヤス・ウマハノフ                                                 | 上院副議長                                   |
| 国際連合                         | マリア・ルイザ・リベイロ・ヴィオッティ                               | 事務総長室官房長                             |
| 欧州連合                         | フェデリカ・モゲリーニ                                               | 外務・安全保障政策上級代表                   |
| 副大臣級                         |                                                                      |                                              |
| 北マケドニア                     | アンドレイ・ジェルノフスキ                                           | 外務副大臣                                   |
| チャド                           | アシュタ・サレ・ダマン                                               | 外務・アフリカ統合・国際協力・在外国民副大臣 |
| 南アフリカ共和国                 | キャンディス・マシーゴ・ドラミニ                                     | 国際関係・協力副大臣                         |
| 要職経験者                       |                                                                      |                                              |
| エチオピア                       | ムラトゥ・テショメ                                                   | 前大統領                                     |
| カザフスタン                     | ヌルスルタン・ナザルバエフ                                           | 前大統領・国家安全保障会議終身議長           |
| ガーナ                           | レベッカ・アクフォ＝アド                                             | ナナ・アクフォ＝アド大統領夫人               |
| キプロス                         | アンドリ・ムスタコーデス                                             | ニコス・アナスタシアディス大統領夫人         |
| チリ                             | エドゥアルド・フレイ・ルイスタグレ                                   | 元大統領                                     |
| フランス                         | ニコラ・サルコジ                                                     | 元大統領                                     |
| ポーランド                       | コルンハウゼル・ドゥダ                                               | アンジェイ・ドゥダ大統領夫人                 |
| ポルトガル                       | アニーバル・カヴァコ・シルヴァ マリア・カヴァコ・シルヴァ            | 前大統領、元首相 同夫人                      |
| ジンバブエ                       | シンバラシェ・ムンベンゲグウィ                                       | 元外務大臣                                   |
| コスタリカ                       | クラウディア・ドブレス・カマルゴ                                     | カルロス・アルバラド・ケサダ大統領夫人       |
| ドミニカ共和国                   | マリア・アンヘレス・ガルシア                                         | ミゲル・ヴァルガス外務大臣夫人               |
| 台湾                             | 謝長廷                                                               | 台北駐日経済文化代表処駐日代表、元行政院長   |

アルジェリア、バハマ、ベラルーシ、ボリビア、ボツワナ、コンゴ共和国、コンゴ民主共和国、エリトリア、ホンジュラス、イスラエル、レバノン、リベリア、リビア、マラウイ、モーリタニア、モーリシャス、ナミビア、ナイジェリア、ルワンダ、セントルシア、スーダン、スリナム、東ティモール、チュニジア、ウルグアイ、ベネズエラ、イエメンは駐日大使らが参列。
スウェーデンのカール16世グスタフ国王、オランダのウィレム＝アレクサンダー国王、スペインのフェリペ6世国王、モナコのアルベール2世大公、ブルネイのハサナル・ボルキア国王、イギリスのチャールズ3世（当時王太子）、クウェートのナーセル、トーゴのニャシンベ大統領は平成の即位礼に続いて2回連続の参加となる。なお、トルコのレジェップ・タイイップ・エルドアン大統領は、シリア北部で進める軍事作戦への対応を理由に、コンゴ民主共和国のチセケディ大統領は10月20日に同国で発生したバス事故に対応するために、それぞれ当初の予定を変更して出席しなかった。

### 装束
即位礼正殿の儀
- 天皇：御束帯（黄櫨染御袍）
- 皇后：御五衣・御唐衣・御裳
- 皇嗣[注釈 26]：束帯（黄丹袍、帯剣）
- 皇嗣妃[注釈 27]：五衣・唐衣・裳
- 親王：束帯（帯剣）（これにより難い場合には、燕尾服（勲章着用）とする。）
- 親王妃、内親王、及び女王：五衣・唐衣・裳（これにより難い場合には、ロングドレス（勲章着用）とする。）
- 宮内庁長官、宮内庁次長、侍従長、侍従次長、侍従、皇嗣職大夫、皇嗣職宮務官長、式部官長及び式部副長：束帯
- 女官長及び女官：五衣・唐衣・裳
- 威儀の者及び衛門：束帯（帯剣、弓）
- 威儀物捧持者、司鉦司鼓及び鉦鼓の係員：束帯
- 参列者
  - 男子：燕尾服、モーニングコート、紋付羽織袴又はこれらに相当するもの
  - 女子：ロングドレス、デイドレス、白襟紋付又はこれらに相当するもの・勲章着用
- 礼砲を行う陸上自衛官：甲武装[注釈 28]

饗宴の儀
- 男子：燕尾服、モーニングコート、紋付羽織袴又はこれらに相当するもの
- 女子：ロングドレス、デイドレス、白襟紋付又はこれらに相当するもの・勲章着用

祝賀御列の儀
- 天皇：燕尾服
- 皇后：ローブデコルテ・ティアラ

## 即位の礼と憲法
明治憲法下において、｢即位ノ礼｣は登極令に基づいて挙行され、神事との区別も厳格に行われていなかったが、日本国憲法下で初となる明仁の即位の礼は皇室典範に基づいて行われ、徳仁の即位の礼もこれに倣った。現在の即位の礼の一連の儀式は全て国事行為である。
平成の即位の礼ではキリスト教関係者らが、即位の礼への国費支出や即位の礼への都道府県知事や県議会議長の参列が憲法の政教分離原則の観点から違憲であるとして、東京、大分、鹿児島、神奈川、大阪で憲法訴訟を起こしたが、訴えは全て斥けられ、最高裁も合憲の判決を出した。これらの原告敗訴は、国費支出が原告に不利益を与えないという判断であったり、知事が参列することが政教分離の目的効果基準に照らして政教分離に反しないという判断によるものである。
ただし、1995年（平成7年）の大阪高裁判例では「平成の即位の礼が既に終了しており、原告に不利益を与えない」との主旨で原告の訴えを斥けながらも、傍論において「平成の即位礼正殿の儀では、政府は、旙（ばん、装飾用の旗）から日本神話において天皇の権威の象徴とされるヤタガラスを取り除いたり、元来内閣総理大臣が正殿の階段の下の宮殿中庭から正殿・高御座の天皇を見上げて万歳三唱するところを、正殿内で万歳三唱するよう修正したりして政教分離、国民主権にも一定程度配慮した」と、政府の政教分離に対する配慮を認めたうえで「憲法違反の疑いは一概に否定できない」と指摘したこともある。
2018年（平成30年）12月10日、原告241名が天皇の退位等に関する皇室典範特例法の規定による明仁の退位と新天皇・徳仁の即位に伴う「退位の礼」、「即位の礼」、「大嘗祭」などの実施が政教分離を定めた憲法の規定に違反するとして、国を相手取り公金支出の差し止めと損害賠償を求め、東京地裁に提訴した。

## ギャラリー

即位の礼
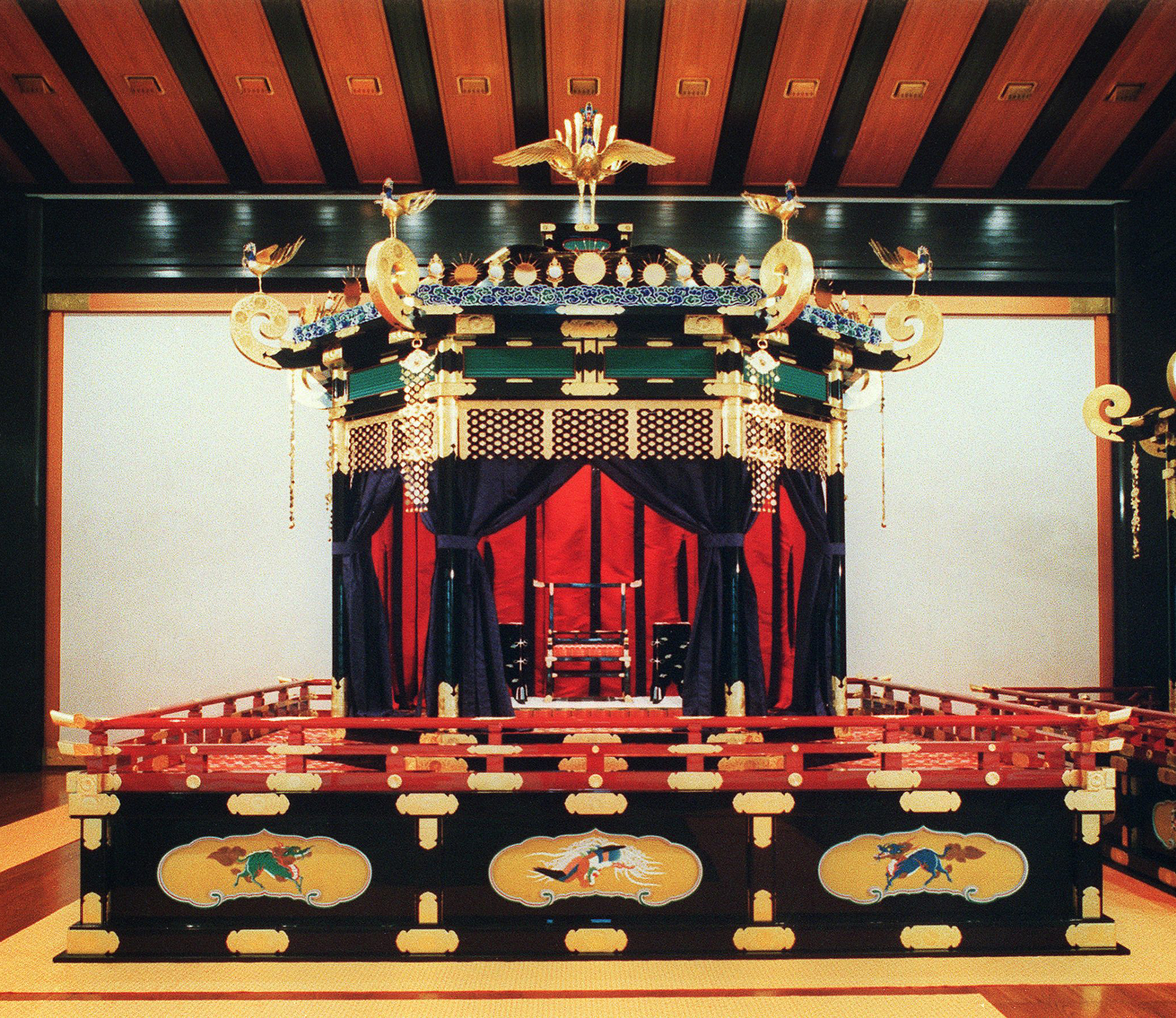
即位の礼で、天皇が着座する玉座・高御座
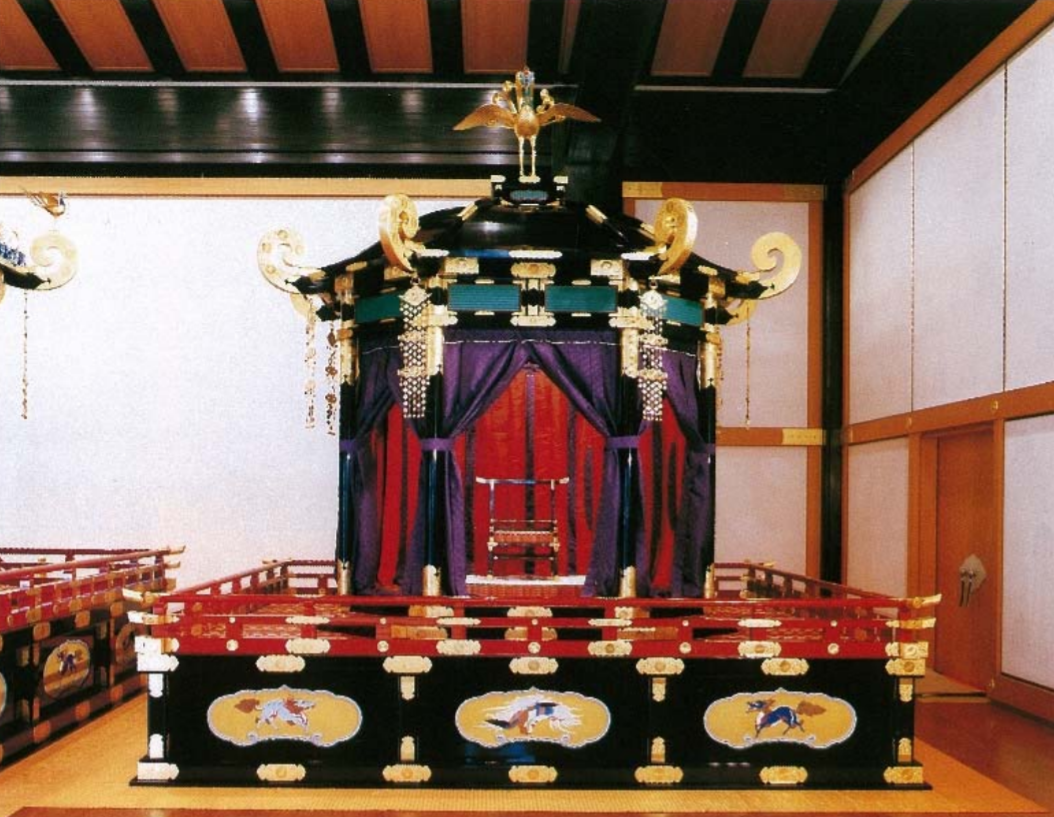
即位の礼で、皇后が着座する御帳台
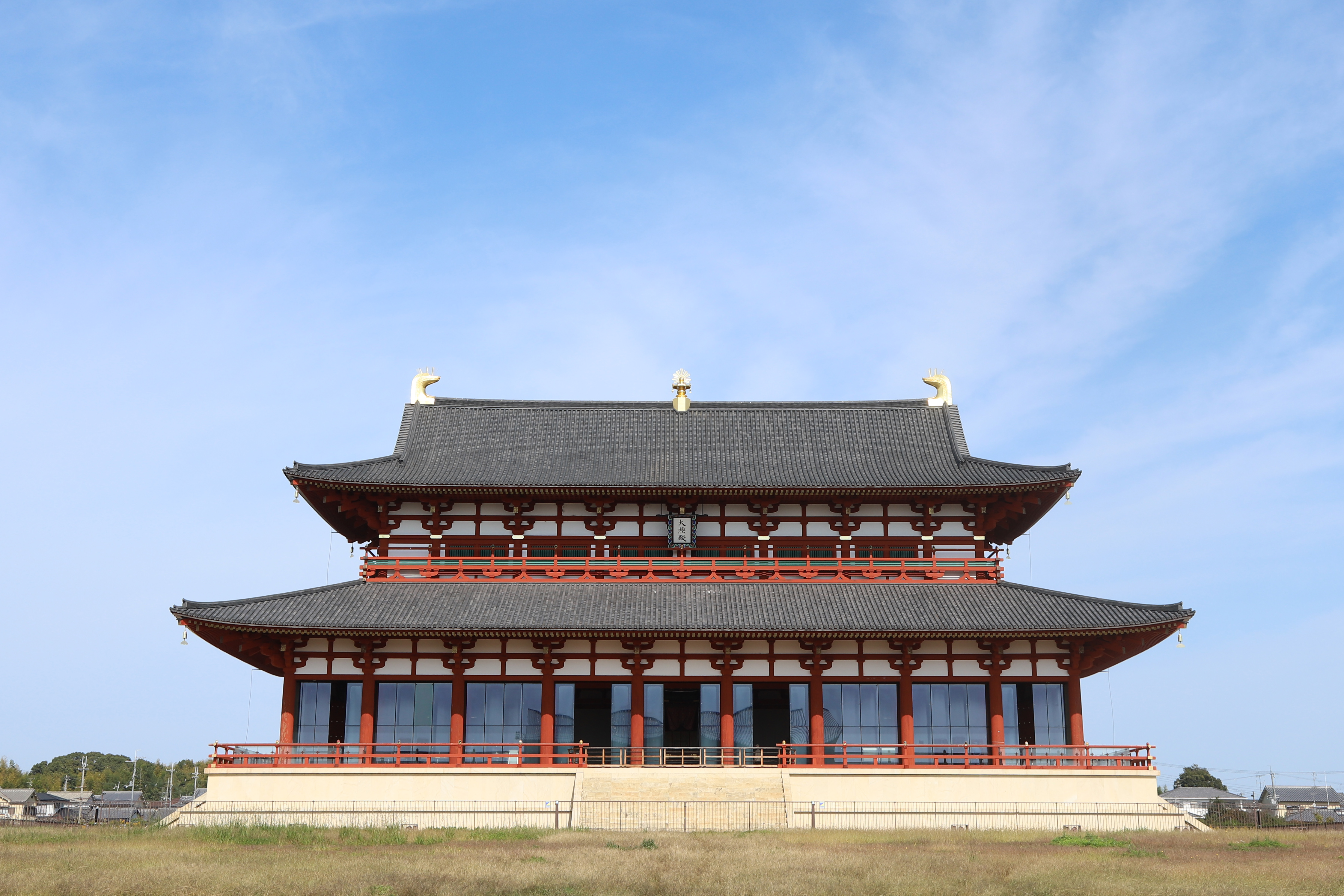
奈良時代に即位礼が行われた大極殿（平成期の事業で復元された平城宮第一次大極殿）
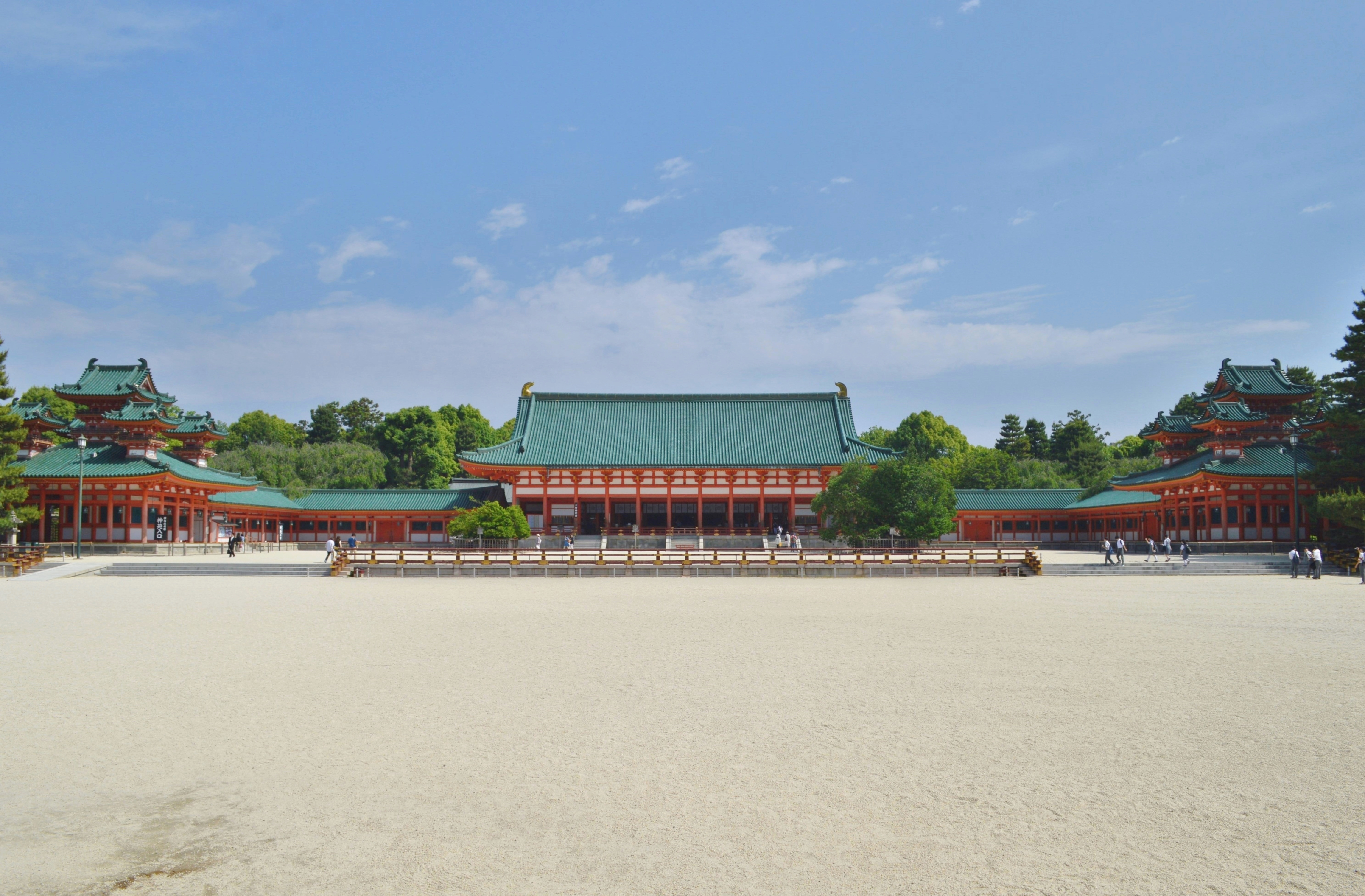
平安時代に即位礼が行われた大極殿（明治期に復元された平安神宮外拝殿）
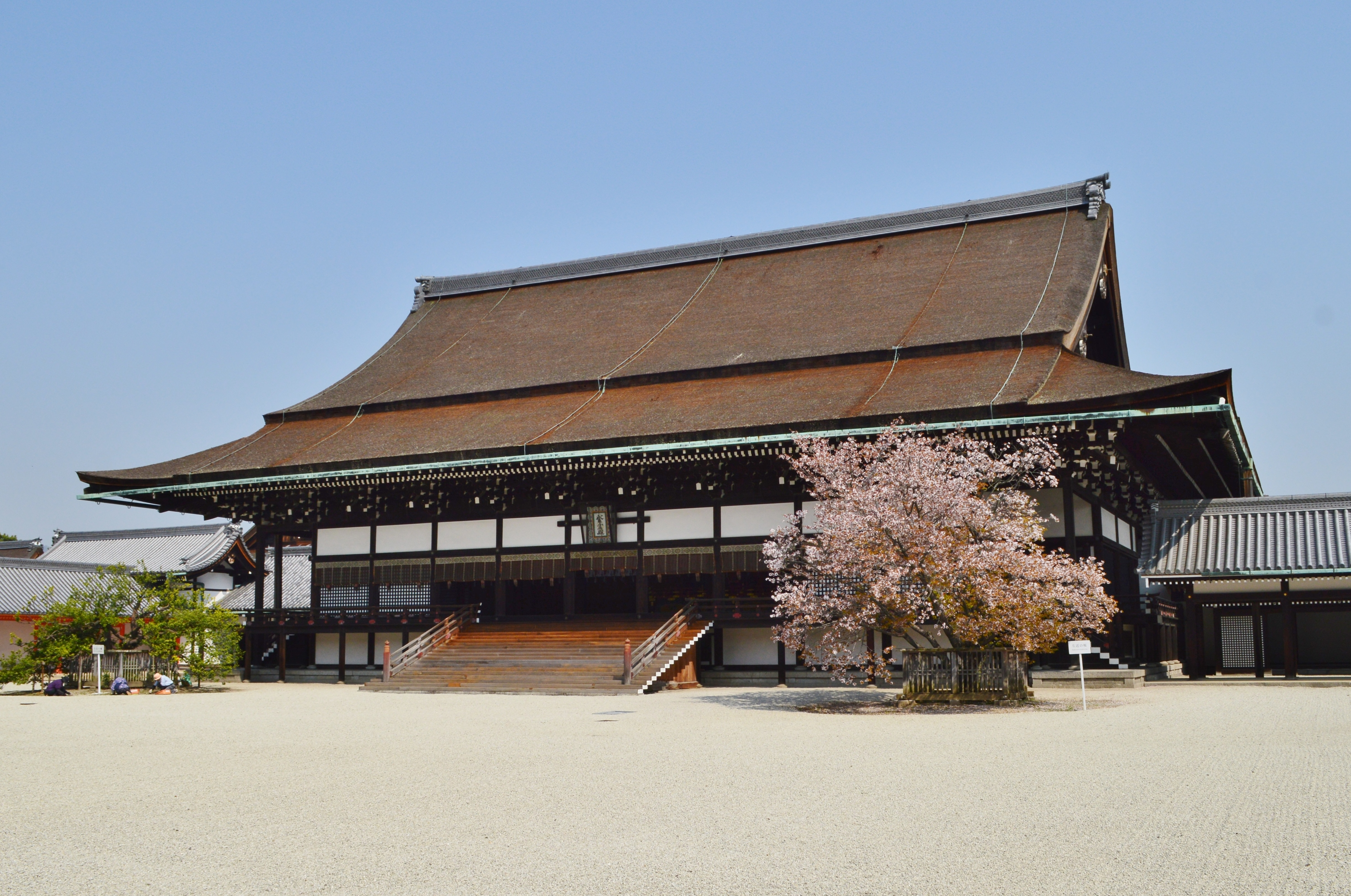
中世以降、昭和天皇まで歴代天皇の即位礼を行った京都御所・紫宸殿
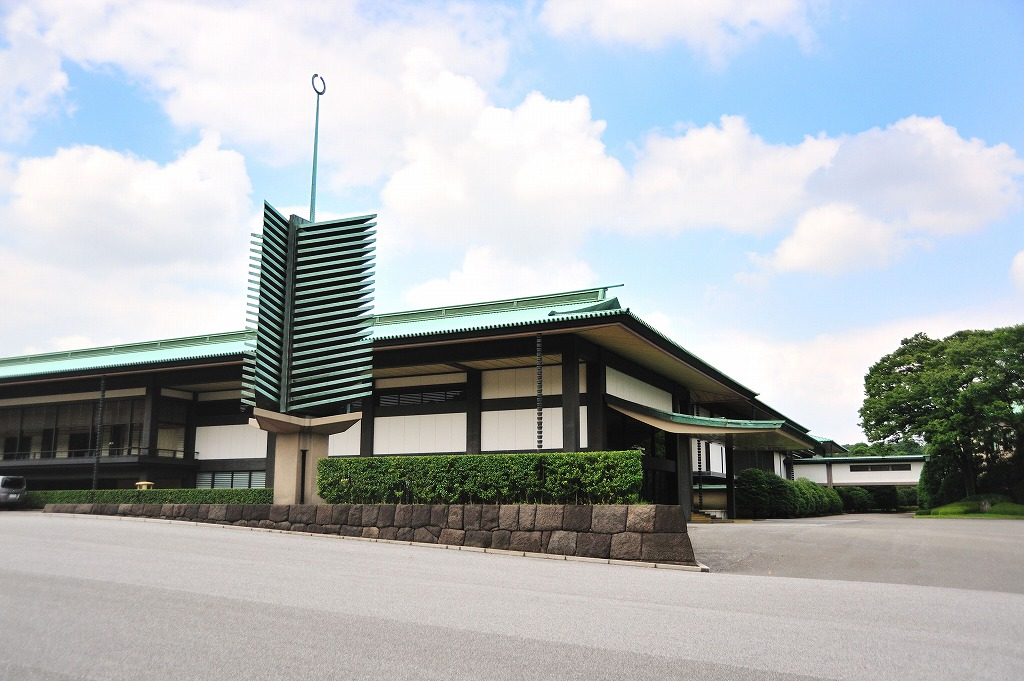
平成・令和の即位の礼・即位礼正殿の儀が挙行された皇居宮殿
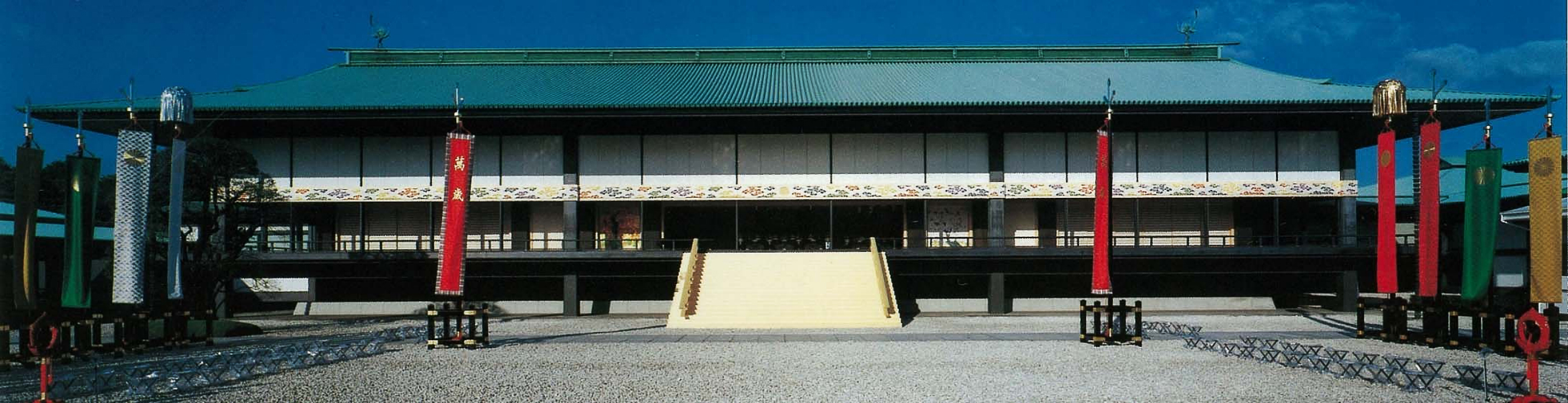
平成以降の即位礼正殿の儀当日の皇居宮殿正殿
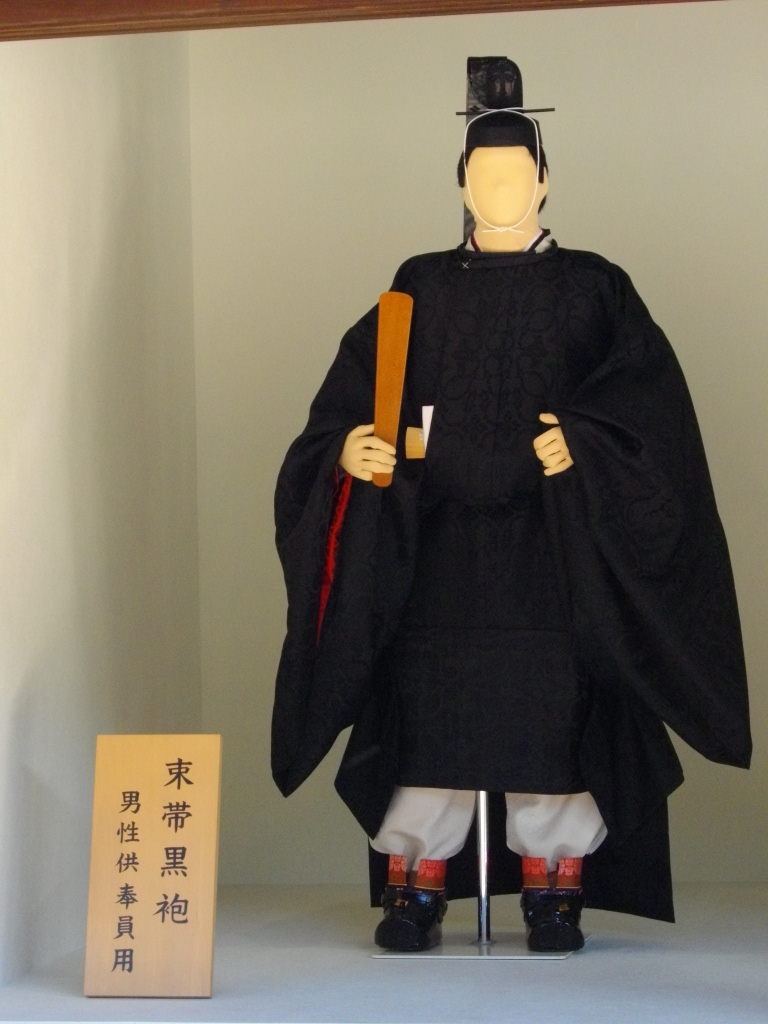
男性供奉員の装束
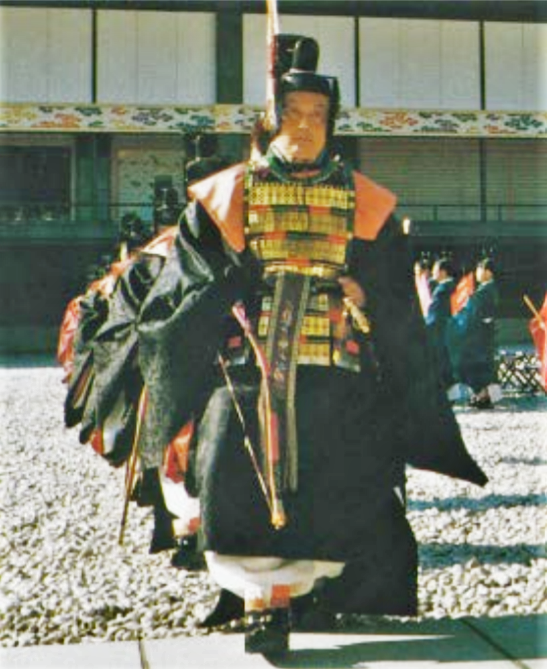
威儀の者
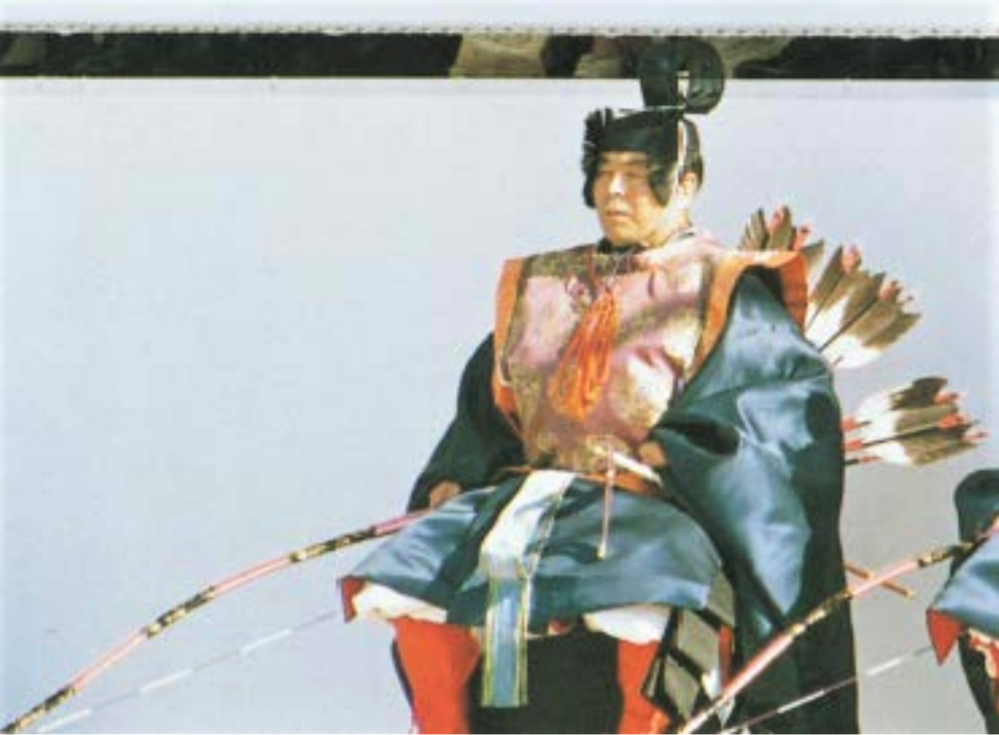
束帯縹袍（衛門用）
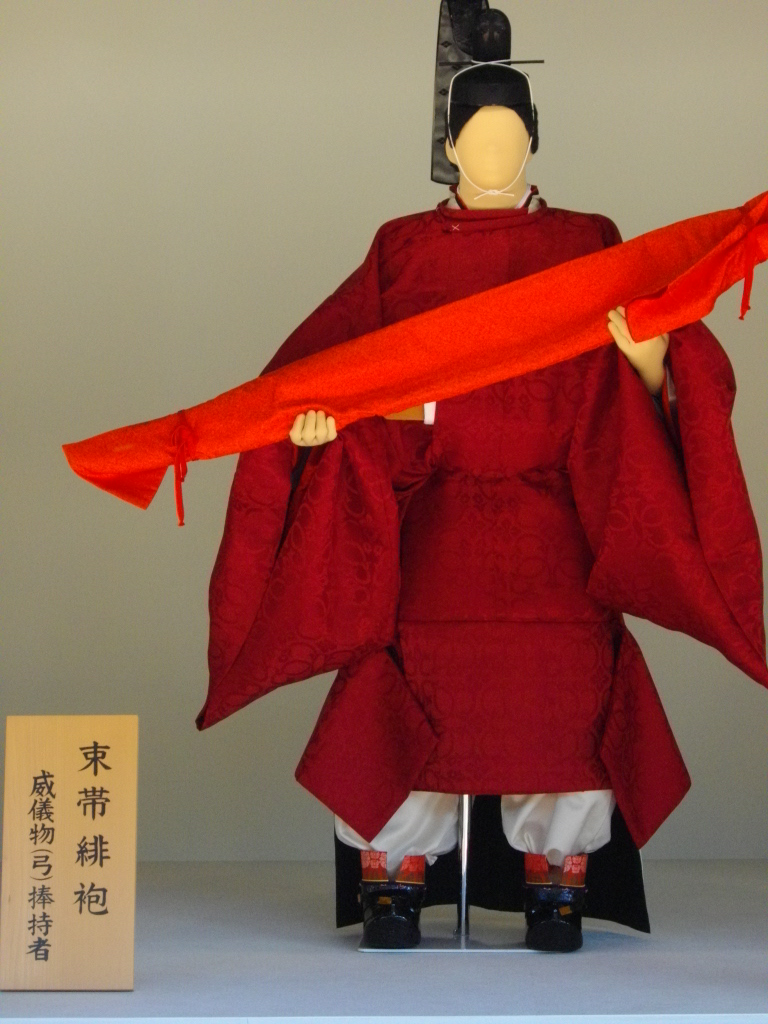
束帯緋袍（威儀物(弓)捧持者用）
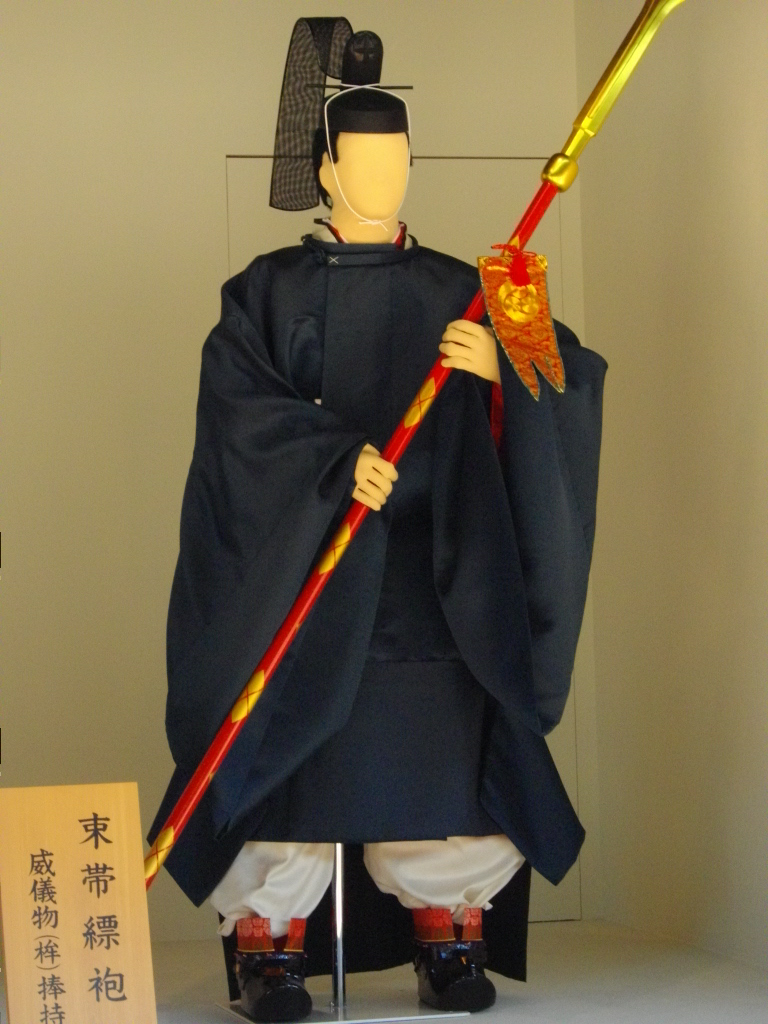
束帯縹袍（威儀物(桙)捧持者用）
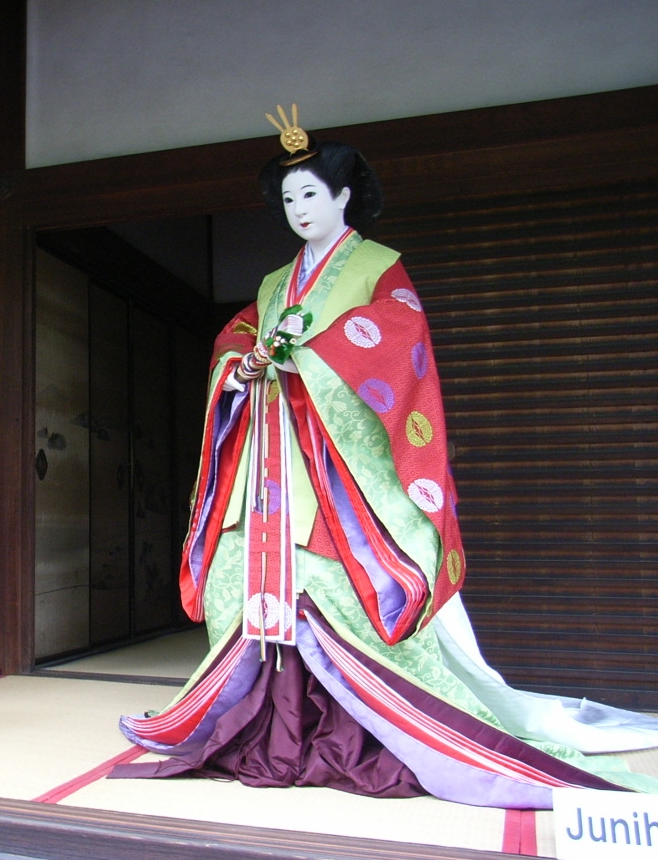
女性参列者の十二単（京都御所）
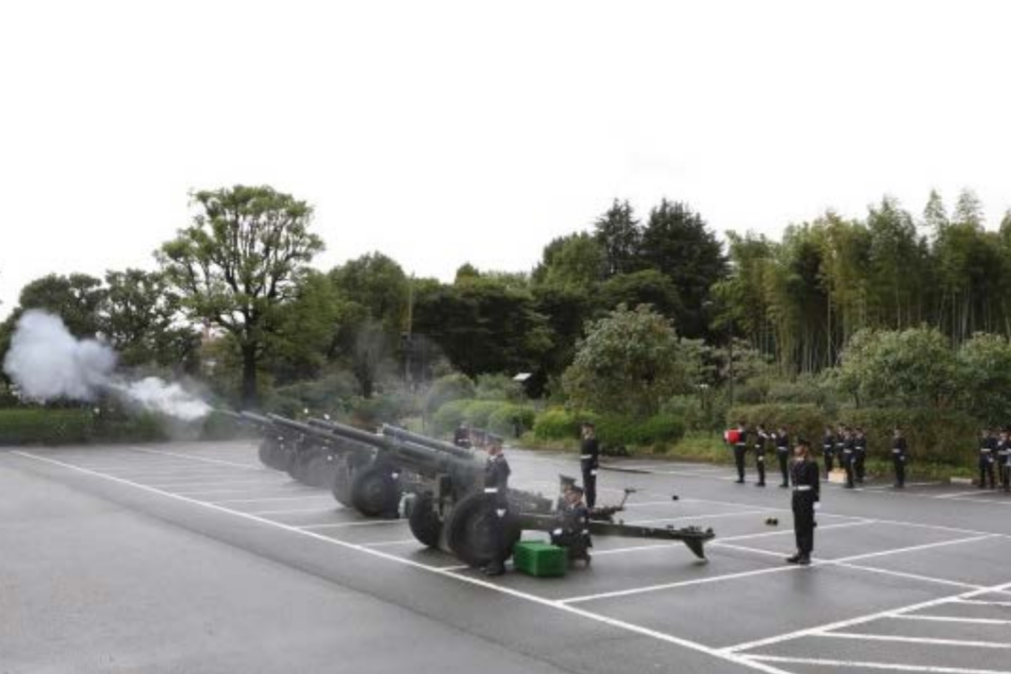
即位礼正殿の儀の万歳三唱に併せ、北の丸公園では陸上自衛隊による21発の礼砲が放たれる。（写真は令和の例）